# マルクグレーニンゲン

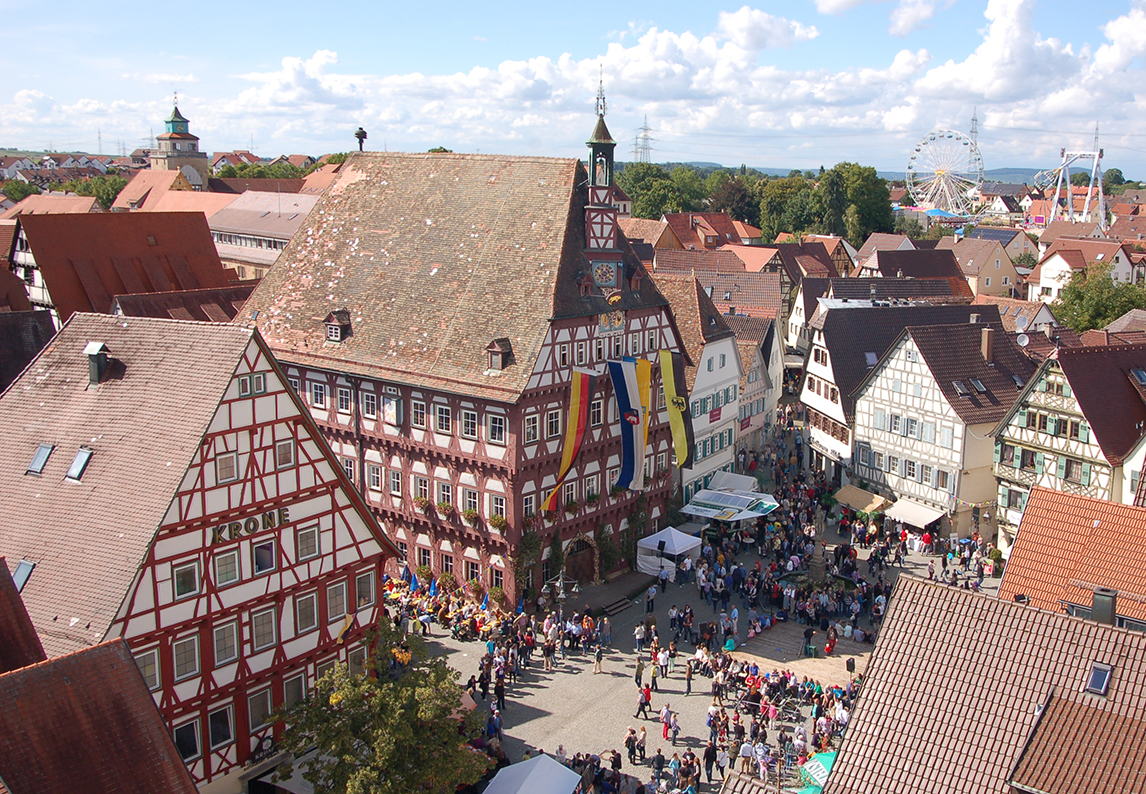
シェーファーラウフ開催時のマルクト広場。中央の旗が掲げられている建物がマルクグレーニンゲン市庁舎

マルクグレーニンゲン (ドイツ語: Markgröningen, ドイツ語発音: [markˈgrøːnɪŋən]) は、ドイツ連邦共和国バーデン＝ヴュルテンベルク州シュトゥットガルト行政管区のルートヴィヒスブルク郡に属す市であり、ドイツ木組みの家街道を構成する街の1つである。本市は、シュトゥットガルト地域（1992年まではミットレラー・ネッカー地域）およびシュトゥットガルト大都市圏に含まれる。
かつて帝国都市、宮廷都市、あるいはアムト都市（地方行政都市）であったグリューニンゲン（マルクグレーニンゲンの古名）は、毎年8月に開催される伝統的な民俗祭「シェーファーラウフ」と印象的な市庁舎で全国的に知られている。

## 地理

### 位置
マルクグレーニンゲンは、シュトローゴイに位置している。肥沃な黄土の土壌からなるランゲン・フェルトの周縁部にあり、ルートヴィヒスブルクから西に 9 km、シュトゥットガルトの北西約 20 km にあたる。かつてグリューニンゲンと呼ばれた中核市区は、ムシェルカルクの土地に深く刻まれたグレムス川の谷とロイデルスバッハ川の谷との間にある。陽当たりの良い斜面には、ブドウ畑の急斜面と自然保護の対象となっている牧羊地が交互に現れる。1972年まで独立した自治体であったウンターリークシンゲン市区はマルクグレーニンゲンから北に約 4 km 離れたグレムス川の両岸にある。グレムス川はここでエンツ川に合流する。郡および市町村再編以前の、かつての帝国都市は面積 2,087 ヘクタールで、郡内で最も広い自治体であった。現在のマルクグレーニンゲンの面積は 2,816 ヘクタールで、このうち 729 ヘクタールがウンターリークシンゲン市区である。

### 地名の意味
マルクグレーニンゲンは、779年に、フルダ修道院の寄進状の中に Gruoninga という表記で初めて記録されている。-ing(en) で終わる地名は、一般的に、民族移動の時代に建設された集落で、建設者のジッペにちなんだ命名された。従って、Grüningen の場合は、アレマン人の集落建設者の名前、Gruono に由来すると考えられる。この街は、中世盛期には Grieningen、Grüningen、Grünigen と表記され、後に Gröningen とも綴られるようになった。公式文書上は、Grüningen と書かれていたが、17世紀から Gröningen と表記されることが多くなった。ヴュルテンベルク王フリードリヒ1世は、1806年に Gröningen 伯という伯位を用いており、1816年11月20日付のヴィルヘルム王への市当局の請願書も当然、Gröningen と記している。現在でもかつての帝国都市でヴュルテンベルクの宮廷都市であったこの街を地元住民は日常語で „Gröningen“ (発音は [ˈgrenẽŋə]) と呼んでいる。

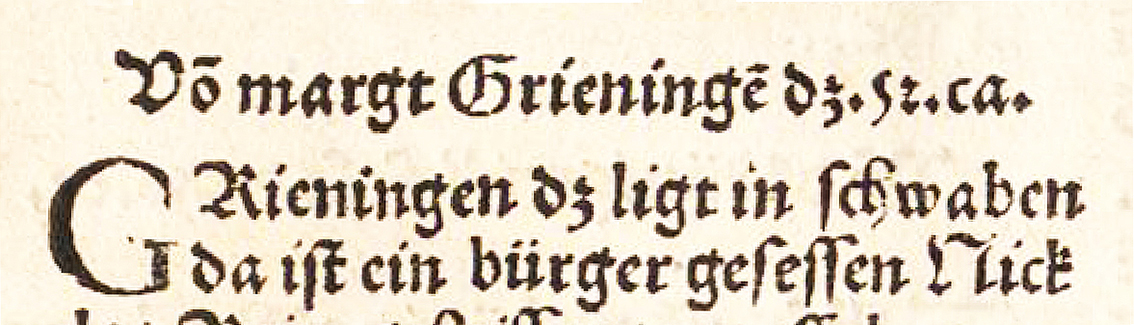
1527年のハンス・グリューニンガーの著書「Lorenz Fries: Uslegung der Mercarthen」にリルされた Margt Grieningen の表記

公式の書面では、18世紀になって初めて付与された Mark という接頭語は、この街がフランク人 - アレマン人の境界地域 (ドイツ語: Mark) であることを示しているとされていた。しかしこの境界線は、1000年前（746年）からすでに重要な意味を持っていなかった。(Markt-)Gröningen と呼ばれていた時代の人々はむしろ、この名称を全国的に知られていた別の事柄と結びつけていたと思われる。それは、バルトロメウス教会の教会開基祭のために開かれた全国的に重要な歳の市 (ドイツ語: Markt) である。1527年にハンス・グリューニンゲガーは、著書「Lorenz Fries: Uslegung der Mercarthen. Straßburg」の中でMargt Grieningen という表記を用いている。ここでのフリースによる表記は Margt Grieningen であり、マテウス・メーリアン も別の綴りとして Marckt Gröningen と記している。
シュヴァーベン方言では、「Marktplatz」 もしばしば「Markplatz」と「t」が不明瞭となる。これが地名の接頭語から「t」が脱落した理由であり、誤った解釈が生まれた原因であると考えられる。

### 隣接する市町村
北から時計回りに以下の市町村がマルクグレーニンゲン市と境を接している。これらの市町村はいずれもルートヴィヒスブルク郡に属している: ザクセンハイム、ビシンゲン（ビーティヒハイム＝ビシンゲン）、タム、アスペルク、メークリンゲン、シュヴィーバーディンゲン、ホーホドルフ（エーバーディンゲン）、エンツヴァイインゲン（ファイインゲン・アン・デア・エンツ）、オーバーリークシンゲン。

### 市の構成
マルクグレーニンゲン市は、4つの市区からなる。中核市区のマルクグレーニンゲンの他は以下の通りである。
- ウンターリークシンゲン
- タールハウゼン
- ハルト・ウント・シェーンビュールホーフ（シェーンビュールホーフ部分のみがマルクグレーニンゲンに属す。ハルトホーフはシュヴィーバーディンゲン町内に位置する）

### 土地利用
| 土地用途別面積     | 面積 (km2) | 占有率 |
| ------------------ | ---------- | ------ |
| 住宅地および空き地 | 1.56       | 5.5 %  |
| 産業用地           | 1.05       | 3.7 %  |
| レジャー用地       | 0.38       | 1.3 %  |
| 交通用地           | 2.33       | 8.3 %  |
| 農業用地           | 18.23      | 64.7 % |
| 森林               | 2.44       | 8.7 %  |
| 水域               | 0.37       | 1.3 %  |
| その他の用地       | 1.81       | 6.4 %  |
| 合計               | 28.17      |        |

州統計局の2018年現在のデータによる。

### 地域計画
マルクグレーニンゲンは、シュトゥットガルト大都市圏、およびシュトゥットガルト地域 (VRS) のルートヴィヒスブルク/コルンヴェストハイム中級中心に属す。
周辺市町村にとって、唯一のオーバーアムト都市として、学校、病院および下水処理場の所在地として中心都市の重要性を担っている。

### 動植物とジオトープ

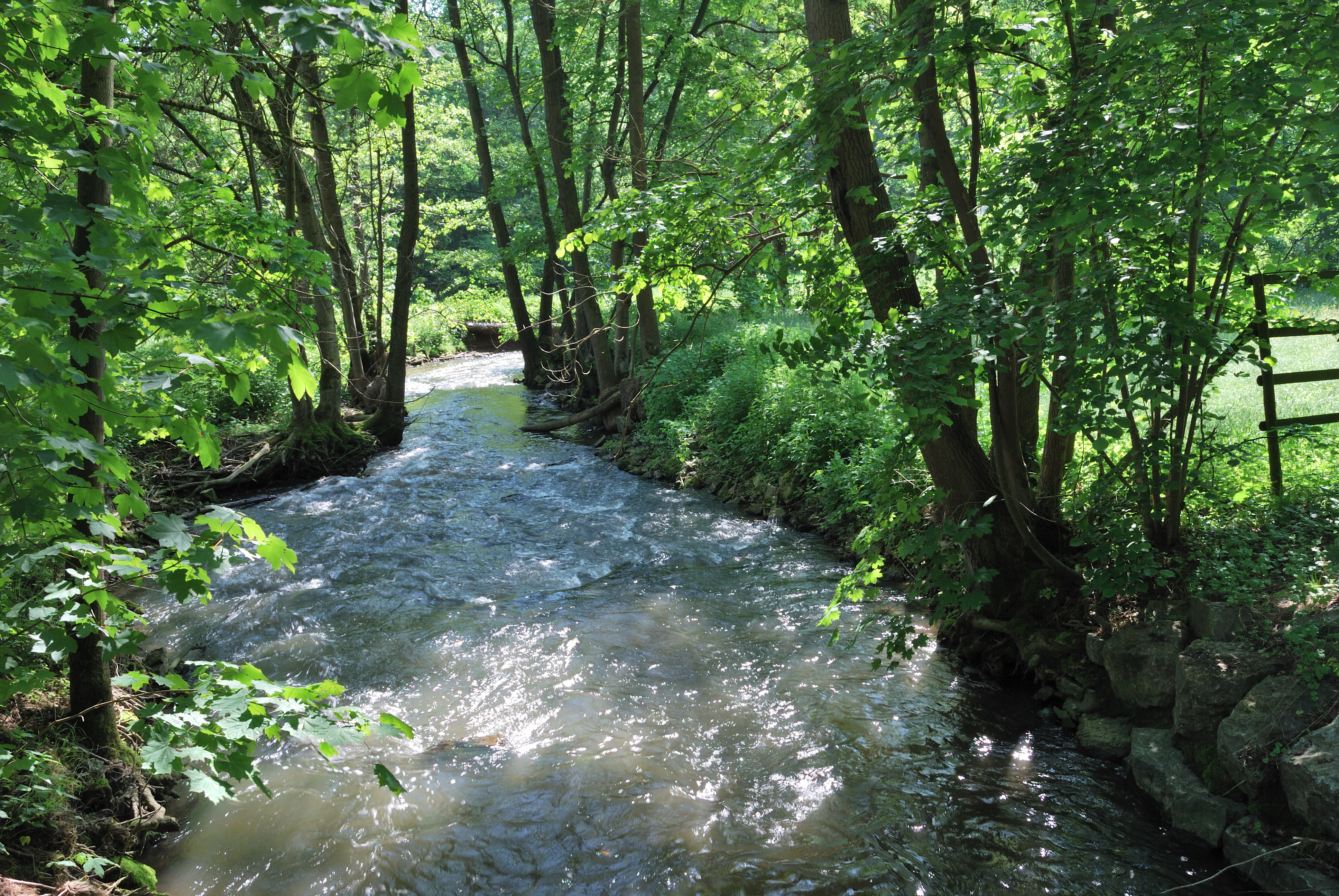
マルクグレーニンゲンを流れるグレムス川

グレムス川、エンツ川、ロイデルスバッハ川の3つの谷には保護対象となっているビオトープが数多くあり、その多くが FFH-地域のシュトローゴイおよびウンテーレス・エンツタールに含まれる。特別な保護下にある広さ 117.9 ha のロイデルスバッハタール自然保護区は、その大部分 (98.4 ha) がマルクグレーニンゲンに属しており、ローテンアッカー保安林を取り囲んでいる。また、60か所の土地や13件の自然文化財 (ND) がある。この他に、オーベレス・ロイデルスバッハタール景観保護区、ホーエンアスペルク＝フルストおよびその周辺景観保護区、シュヴィーバーディンゲンとマルクグレーニンゲンとの間のグレムスタール景観保護区、ラインフェルダー・ホーフとビーティヒハイム＝ビシンゲンとの間のエンツタール景観保護区の多くの部分がマルクグレーニンゲンの市域に含まれる。
マルクグレーニンゲンでは、自然保護関連の役所や市の行政体の他に、BUND、Nabu、SAV（シュヴァーベン・アルプス教会）のローカル・グループが自然保護に関与している。
州地質学局 (LGRB) は、市内に8か所のジオトープを登録している。このうち3か所がヒンターホルツ、ムッケンシュプフ、ローテンアッカーのドリーネ、1か所が旧レンガ工場近くの黄土地層、3か所がアイヒホルツァー・クリンゲ、ロイデルスバッハタール、グレムスタールの採石場、残る1か所はグレムス川右岸の切り立った川岸にある長さ約 100 m のジークフリーツフェルゼンである。この他に、市内、特にローテンアッカーの斜面の縁やグレムスタールの切り立った川岸沿いには数多くの露頭が見られる。たとえば、ゾネンベルクや、シェーファーヴェークの旧氷室近くなどである。

### 気候
| マルクグレーニンゲン市の気候   | マルクグレーニンゲン市の気候 | マルクグレーニンゲン市の気候 | マルクグレーニンゲン市の気候 | マルクグレーニンゲン市の気候 | マルクグレーニンゲン市の気候 | マルクグレーニンゲン市の気候 | マルクグレーニンゲン市の気候 | マルクグレーニンゲン市の気候 | マルクグレーニンゲン市の気候 | マルクグレーニンゲン市の気候 | マルクグレーニンゲン市の気候 | マルクグレーニンゲン市の気候 | マルクグレーニンゲン市の気候 |
| 月                             | 1月                          | 2月                          | 3月                          | 4月                          | 5月                          | 6月                          | 7月                          | 8月                          | 9月                          | 10月                         | 11月                         | 12月                         | 年                           |
| ------------------------------ | ---------------------------- | ---------------------------- | ---------------------------- | ---------------------------- | ---------------------------- | ---------------------------- | ---------------------------- | ---------------------------- | ---------------------------- | ---------------------------- | ---------------------------- | ---------------------------- | ---------------------------- |
| 平均最高気温 °C （°F）         | 2 (36)                       | 4 (39)                       | 9 (48)                       | 14 (57)                      | 18 (64)                      | 21 (70)                      | 23 (73)                      | 23 (73)                      | 20 (68)                      | 13 (55)                      | 7 (45)                       | 3 (37)                       | 13.1 (55.4)                  |
| 平均最低気温 °C （°F）         | −4 (25)                      | −3 (27)                      | 0 (32)                       | 4 (39)                       | 8 (46)                       | 11 (52)                      | 12 (54)                      | 12 (54)                      | 9 (48)                       | 5 (41)                       | 1 (34)                       | −2 (28)                      | 4.4 (40)                     |
| 降水量 mm （inch）             | 44.8 (1.764)                 | 43.6 (1.717)                 | 47.5 (1.87)                  | 56.6 (2.228)                 | 77.1 (3.035)                 | 91.0 (3.583)                 | 69.0 (2.717)                 | 81.3 (3.201)                 | 54.2 (2.134)                 | 45.0 (1.772)                 | 58.4 (2.299)                 | 48.8 (1.921)                 | 717.3 (28.241)               |
| 平均降雨日数 （≥0.2 mm）       | 16                           | 13                           | 12                           | 14                           | 14                           | 15                           | 15                           | 14                           | 14                           | 12                           | 15                           | 13                           | 167                          |
| 平均日照時間                   | 2                            | 3                            | 5                            | 6                            | 7                            | 7                            | 8                            | 7                            | 6                            | 4                            | 2                            | 2                            | 4.9                          |
| 出典1：降水量: ドイツ気象庁    |                              |                              |                              |                              |                              |                              |                              |                              |                              |                              |                              |                              |                              |
| 出典2：その他: HolidayCheck.de |                              |                              |                              |                              |                              |                              |                              |                              |                              |                              |                              |                              |                              |

## 歴史

### グリューニンゲンの歴史概略
アレマン人によるグリューニンゲン建設以前、500年から750年頃、フランク - アレマンの境界地点にフランク人の城砦があり、中世盛期になるとグレムスガウを起源とする王領が設けられた。王はシュヴァーベンの帝国戦闘旗の旗手に伯位をつけて城砦と集落をレーエンとして与えた。

#### 帝国都市時代とヴュルテンベルク時代
この街の歴史で注目すべきは、13世紀のヴュルテンベルクのレーエン領主で帝国戦闘旗旗手グリューニンゲン伯ハルトマン2世とその息子ハルトマン3世が、ハプスブルク家のルドルフ王からの返還要求に抵抗した事件である。長年にわたる戦闘を伴う紛争の末、ハルトマン3世は1280年に捕らえられ、アスペルクで死亡した。その異母弟（グリューニンゲン＝ランダウ伯コンラート2世）は宮廷都市として選び抜かれ、それにふさわしく整備された都市を王に返還せざるを得なかった。

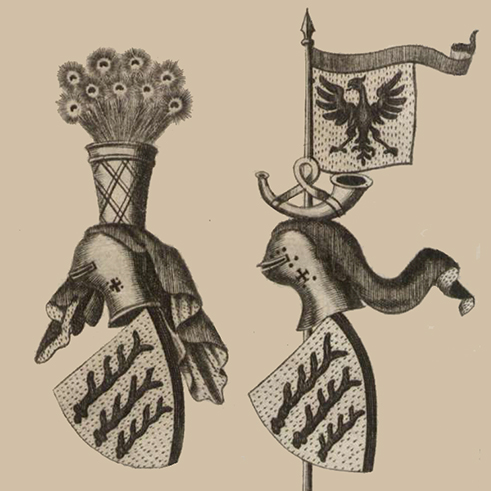
ヴュルテンベルク伯ウルリヒ3世の紋章。紋章の上に、鷲が描かれた帝国突撃旗が掲げられている。

伯位、城砦、都市とともに帝国戦闘旗は、1336年、最終的にヴュルテンベルク伯が獲得した。ヴュルテンベルク家はこれに固執していたようで、公や王になっても紋章に帝国戦闘旗を描き込んでいる。グリューニンゲンは、中世末期に第2宮廷都市およびアムト都市（地方行政都市）に昇格し、2度目の隆盛期を迎えた。この小さな交易センター都市では、ヴュルテンベルクでもっとも豊かな市民階級が育成され、もっとも影響力の大きな貴族家の1つであるフォルラント＝ジッペが存在した。印象的な商家や市役所、2つの教会の後期ゴシック様式の内陣、病院の入院病棟や数多くの建物が、毎年8月に開催されるシェーファーラウフとともにこの街の最盛期を伝えている。

#### 説教壇の革命家
勝者がいれば、敗者もいた。テュービンゲンの神学者でグリューニンゲンの司祭であったラインハルト・ガイサーは福祉に心を砕いた。この「ヴュルテンベルクの説教壇に立つ最初の社会革命家」 は、1514年にグリューニンゲンや周辺集落の平民たちに対して、ウルリヒ公の不当な税制や初期資本家の名士達に抵抗しようと呼びかけた。これによりガイサーは「貧しいコンラート」の思想的リーダーとなり、グリューニンゲンの「キルヒヘル」（教会主）として、当地のフォークト（代官）であるフィリップ・フォルラントの対抗者となった。

#### 戦禍と住民減少

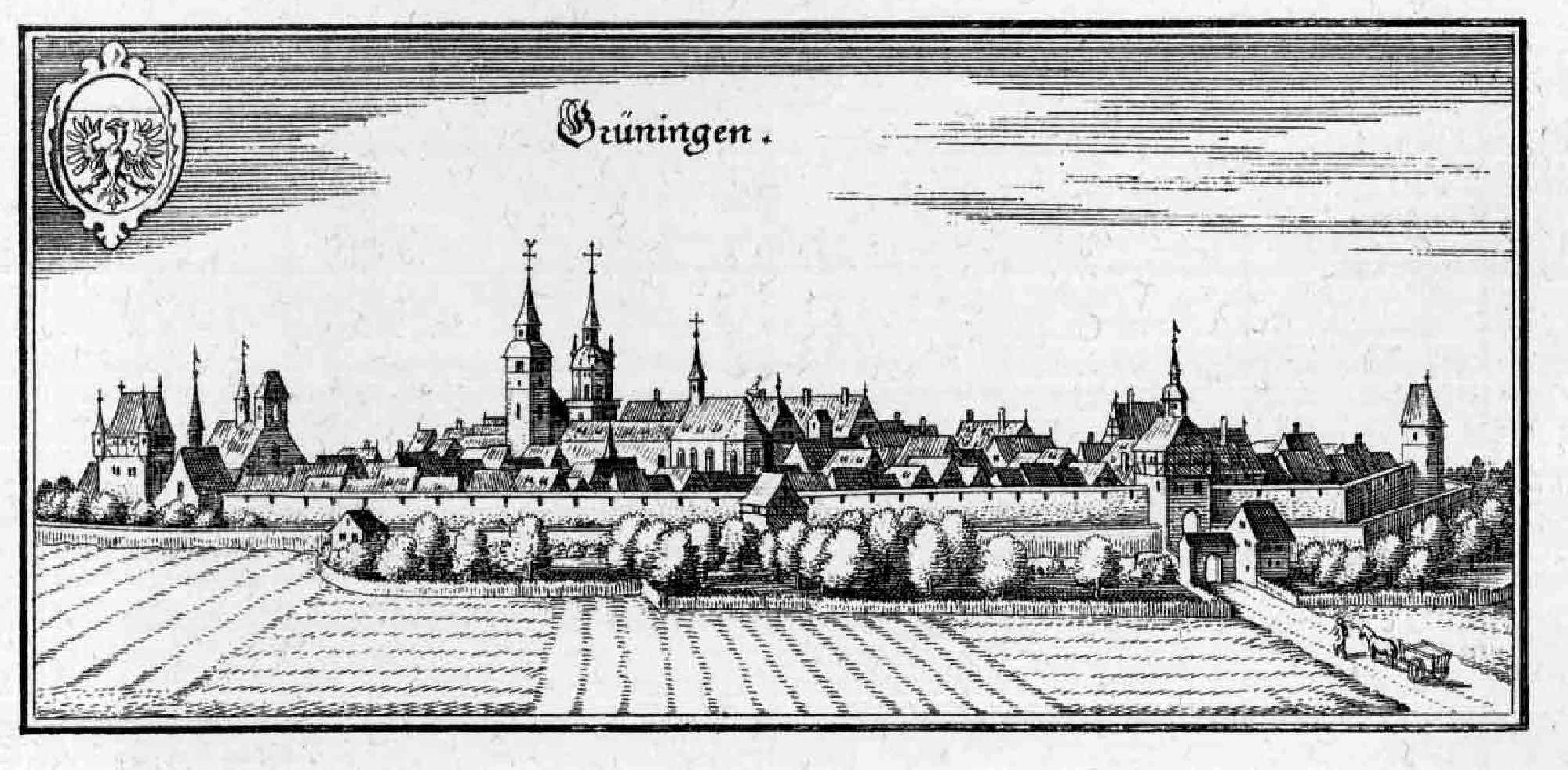
1643年に出版されたマテウス・メーリアンの銅版画に描かれたグリューニンゲン

三十年戦争（1618年 - 1648年）でグリューニンゲンは、当初は直接的な戦争被害を負わなかったが、1626年のペストの流行によって466人が亡くなった。ネルトリンゲンの戦い（1634年）でプロテスタント側が敗れ、ヴュルテンベルク公エーバーハルト3世がストラスブールに逃れた後、この街に戦争が及んだ。ホーエンアスペルク城砦後略の間「自己調達」を余儀なくされた皇帝軍は、周辺集落を情け容赦なく占領し、住民達の身ぐるみを剥ぐまで略奪を行った。拷問、暴行、放火を生き延びた者は、その後飢餓と疫病に直面した。1638年のこの街の市民はわずか40人で、多くの家屋が損傷し、あるいは破壊されていた。
1648年の終戦後、この街の衰退は、特にスイスからの移住者によってある程度回復した。しかし、プファルツ継承戦争およびスペイン継承戦争の間のフランス占領時代には、占領軍による再度の破壊、無数の略奪、耕牧地被害にグリューニンゲン市民は耐えなければならなかった。1693年に起こった飢饉によって177人のグリューニンゲン市民が死亡した。1634年以降の人口減少を回復するには、100年を要した。

### マルクグレーニンゲンの近世以降

#### ルートヴィヒスブルク建設による地位の凋落
ヴュルテンベルク公エーバーハルト・ルートヴィヒにより、回復不能な、ほとんど存在を脅かすような地位凋落がこの街にもたらされた。グリューニンゲン市民を大量に動員したルートヴィヒスブルク宮殿の建設（1704年から）と、グリューニンゲン管轄地域内でのネッカー川右岸にまで及ぶルートヴィヒスブルク市の建設（1718年）である。1718年にグリューニンゲンのフォークトであるゲオルク・クリストフ・アンドラーは市の書記官と都市裁判所の構成員をシュトゥットガルトに招集し、グリューニンゲンの法令やアムトへの介入に賛同するまで長らく留め置いた。
これにより、やがて公式に「マルクグレーニンゲン」と呼ばれるようになったこの街は、公領の第2の宮廷としての機能や帝国戦闘旗を保管する城館の機能を失った。しかし、その後も19世紀になるまではルートヴィヒスブルク市と同等に、上級代官所、オーバーアムト都市、重罪裁判所、教区監督管区本部、カメラールアムト（財産と収入の管理を行う役所）の所在地としての機能を保持した。こうしたことから、オーバーアムト・グレーニンゲンの後継自治体であるルートヴィヒスブルク郡は現在グリューニンゲンの鷲を紋章に採用しており、郡庁所在地のルートヴィヒスブルク市は帝国戦闘旗で飾られている。
さらにエーバーハルト・ルートヴィヒ公はこの街のアイデンティティとなっている「ヴュルテンベルクで最も古い民俗祭」である「シェーファーラウフ」を4つに分割し、グリューニンゲン住民を不快にした。1723年からハイデンハイム、ウラッハ、ヴィルトベルクでもツンフト集会とシェーファーラウフが開催された。
1724年にマルクグレーニンゲンの城館の古い部分が取り壊された。石材は転用するためにルートヴィヒスブルクに運ばれた。ローテンアッカーには、ルートヴィヒスブルクの城館と都市を建設するために砂岩の採石場が設けられた。

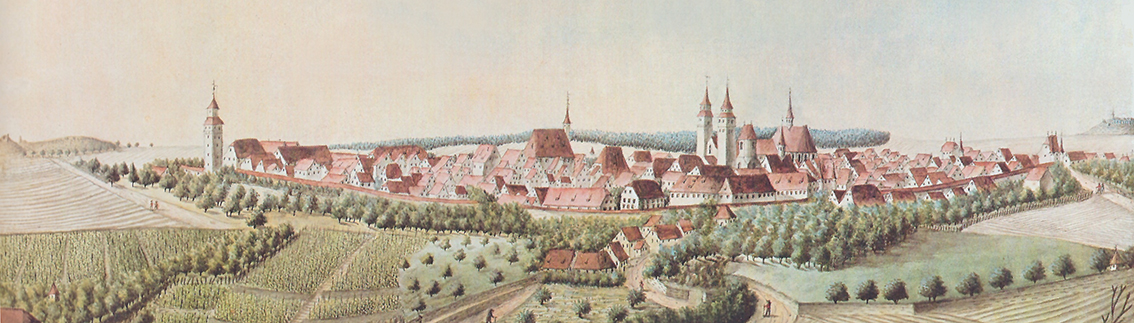
1800年頃のマルクグレーニンゲン市街全景

#### 18世紀からナチの権力掌握（1933年）まで
ルートヴィヒスブルクの拡充がなされる一方、マルクグレーニンゲンでは目立った人口増加は見られず、以前は活発だった建築工事もほぼ完全に行われなくなっていた。新しいヴュルテンベルク王国建国により、本市は、1807年にそれまで存続していたオーバーアムトの機能を最終的に失い、オーバーアムト・ルートヴィヒスブルクに編入された。マルクグレーニンゲンでは借金や貧困化が住民の減少をもたらした。150家族が救貧からの支援を受けた。人々は後継者のフリードリヒ王にすべての期待を寄せた。1816年11月20日、「忠実で従順なグレーニンゲン市当局」は、新しい王ヴィルヘルムに請願を起草した。この請願書では街の貧困が印象的に説明され、「2700の魂」のために新たに分離したオーバーアムトの設立を「はるか昔からグレーニンゲン市と関わりを持つ君主家に」 訴えている。この請願によるオーバーアムトには近隣の集落アスペルク、タム、ビシンゲン、ウンターリークシンゲン、ホーホドルフ、ヘンミンゲン、シュヴィーバーディンゲン、メークリンゲンだけが含まれるとされていたしかし「高貴なる」君主はこれを認めなかった。1803年にマルクグレーニンゲンに置かれ、1813年にホーエンアスペルクを含めて拡大したカメラールアムトは、現在のバルトロメウス薬局にあったが、1819年に閉鎖された。ホーホドルフ、オーバーリークシンゲン、ウンターリークシンゲン、プルファーディンゲンはカメラールアムト・ファイヒンゲン・アン・デア・エンツの管轄に、ヘンミンゲンはカメラールアムト・レオンベルクの管轄に移管された。マルクグレーニンゲン、アスペルクおよび残りの周辺地域はルートヴィヒスブルクの管轄となった。

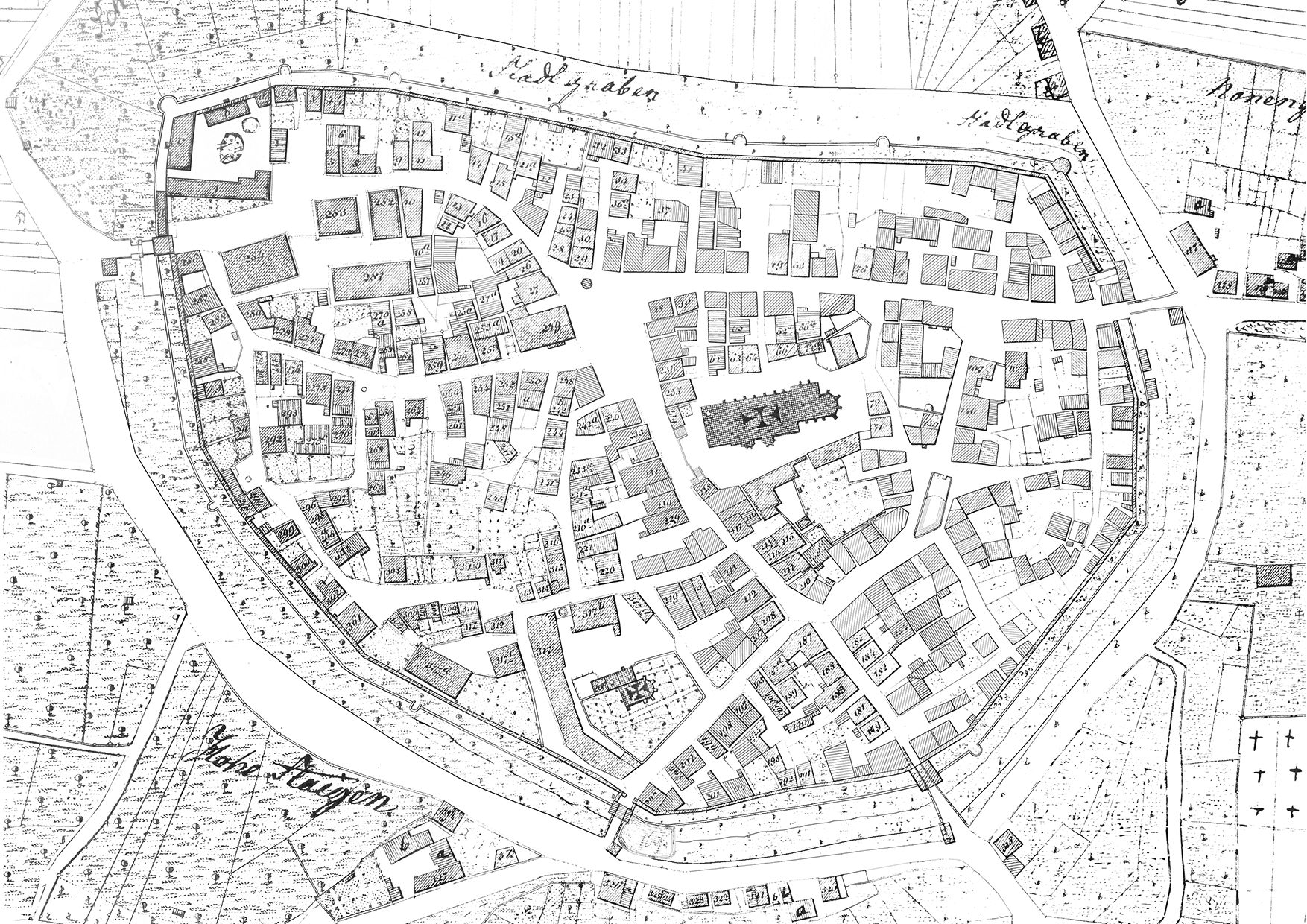
1830年頃の都市計画図

アムト都市への格下げによりマルクグレーニンゲンは、交通の上でも徐々にルートヴィヒスブルクの陰に隠れるようになった。1850年頃のルートヴィヒスブルクからミュールアッカーへ通じる「ヴェストバーン」（直訳: 西鉄道）の路線をめぐるビーティヒハイムとの競合では、より有利な地理的条件にもかかわらず敗退した。ロイデルスバッハタールを通るルート（すなわちマルクグレーニンゲンを経由するルート）は短いだけでなく、エンツタールに緩やかに下ってゆくことが可能で、ビーティヒハイム経由のルートのように工費の嵩む高架橋を必要としなかった。黙殺されたマルクグレーニンゲンがコンペの腐敗を疑ったのも無理はない。鉄道で結ばれなかったこの街は、わずかな企業しか誘致できなかったが、ビーティヒハイムも通過されるだけで第一次世界大戦まで状況は変わらず停滞を続けた。戦争の間、1915年に電力網、1916年に鉄道網がマルクグレーニンゲンに達した。ルートヴィヒスブルクからメークリンゲンを経由してマルクグレーニンゲンに至る鉄道は枝線であったが、将来的にはエンツヴァイインゲンへの接続路線になる予定であった。しかしそれは実現しなかった。第一次世界大戦後の困窮時にやっと「キンダーシューレ」（直訳: 子供学校）が設立され、1354年に最初の記録が遺るラテン語学校は1922年に閉鎖された。1923年、市はついに救貧院の運営を放棄した。

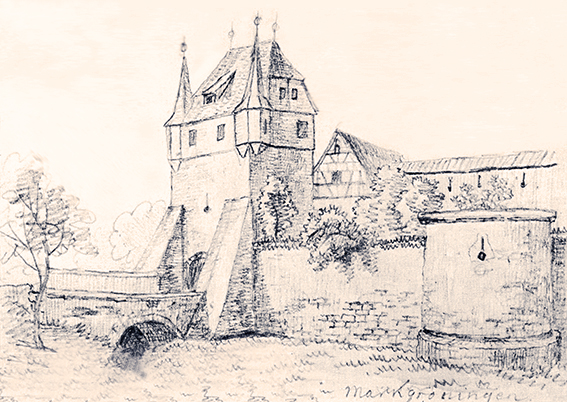
カール・ウルバン・ケラーによる1800年頃のエスリンガー門のスケッチ

「茨姫の眠り」から逃れるためのがむしゃらな努力は、中世の都市防衛施設の多くの部分や、都市発展の停滞によって保存されていた中世後期の外観を留めた非凡な歴史的建造物の多くを犠牲にした。先に掲げた1800年頃のパノラマやカール・ウルバン・ケラーのスケッチは、この街がローテンブルク・オプ・デア・タウバーに匹敵する大きな観光ポテンシャルを有していたことを示唆している。
1870年頃、この街は人口約3,400人の一時的な最盛期を迎えた。1897年にアスペルクへ向かう街道沿いに地元で「アシル」と呼ばれるネッカー郡のための救貧所が設立されたにもかかわらず、人口は1900年までに約300人減少した。多くのマルクグレーニンゲン住民が未来への展望を失いアメリカや東欧へ移住していった。工業化によって発展の兆しが見えた。1900年頃タマー街道沿いで「絹織物工場コルマー - ミュラー」が操業を開始し、この街に少なくとも女性70人分の職場を提供した。1914年に3,223人だった人口は、1939年には3,778人まで増加した。

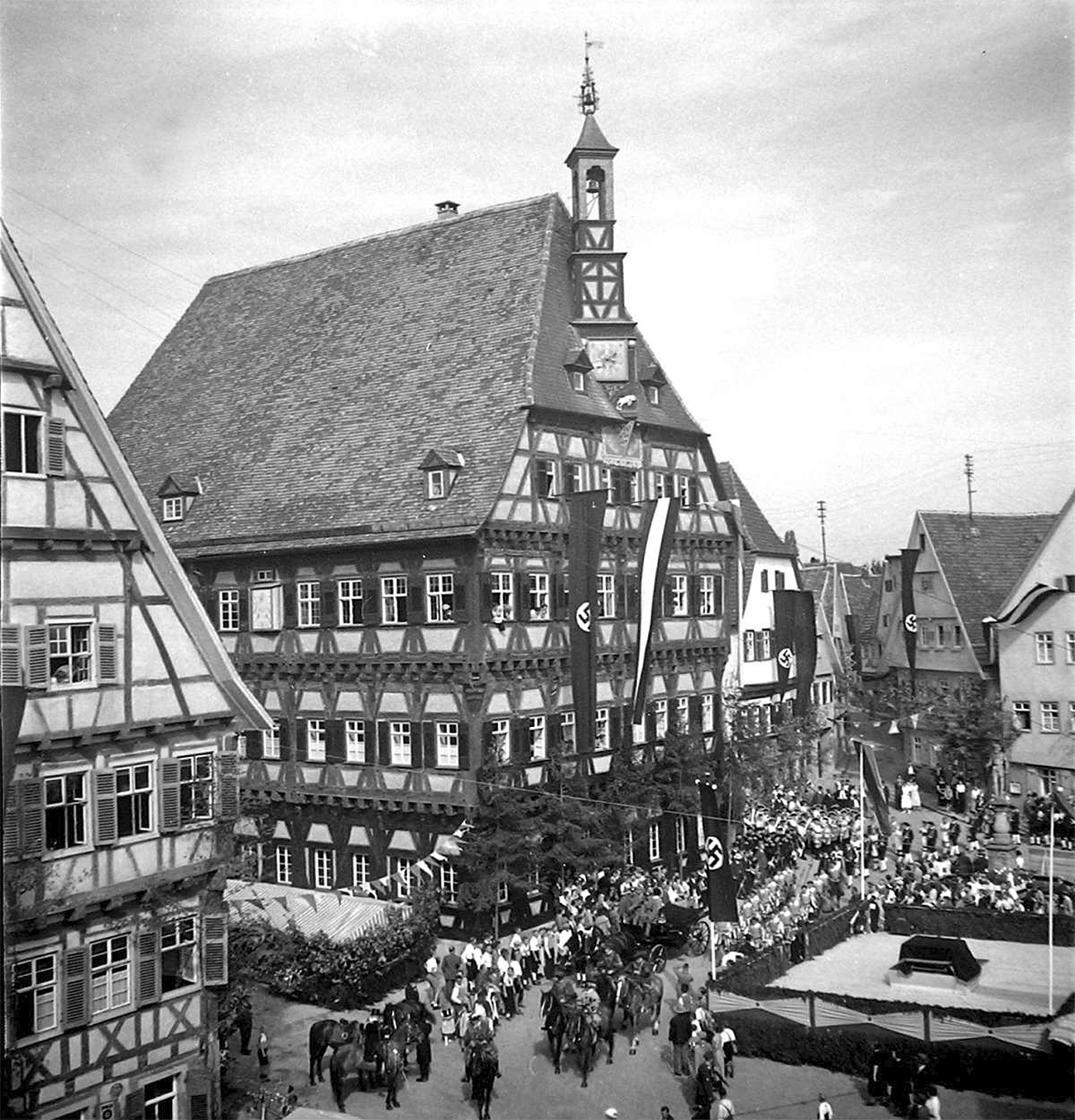
1940年頃のシェーファーラウフ時のマルクト広場。市庁舎にハーケンクロイツの旗が掲げられている。

#### 国家社会主義と第二次世界大戦
1933年4月6日、内務省の強制的同一化命令によって町議会が廃止され、市の自治権が制限された。4月27日に行われた「再選挙」では、10議席の結果は初めから決まっていた。選出された次期議員のうち6人は突撃隊の制服で議席に就いた。共産党とドイツ社会民主党からは、選出されなかった。NSDAPの地域グループ指導者ヴィルヘルム・シュミュックレによって招集された市議会は、1933年7月20日に薄弱な根拠に基づいて市長ハインリヒ・ツィルハルトを罷免した。ナチ党の「権力掌握」以前は、旧貧窮院経営者が 88 % の支持票を獲得していたにもかかわらず、住民達は NSDAP側からの暴動に対して表だって抵抗することはなかった。3人の市議会議員と2人の後継者が辞任することで意見を表明した。空席となった議席の補填は行われなかった。これ以後、ナチ党員のみが議会に座を占めた。1935年に地方選挙が廃止された後、議会は助言機能のみを有し、必要に応じて街の党指導者によって招集されることとなった。バーンホーフ通りは「アドルフ＝ヒトラー通り」と改名された。シェーファーラウフは、「民族主義的」なキャラクター付けがなされた。社会主義的な「ツーリスト協会自然愛好会」は1913年から1919年に建設されたロイデルスバッハタールの「自然愛好の家」を接収され、母体療養所に転用された。
第二次世界大戦中、当時は独立した町村であったウンターリークシンゲンに、ナッツヴァイラー＝シュトルトホーフ強制収容所の分所が造られ、1944年10月から1945年4月まで約1000人の主にユダヤ人収容者がグロースザクセンハイム飛行基地での強制労働や、坑道工事、空爆後の後片付け作業に従事させられた。劣悪な環境下でその多くが疲弊し、約250人の死者がオーバーリークシンゲンへ向かう街道沿いの斜面にある強制収容所墓地に葬られた。オベリスクと案内板がナチの暴政による犠牲者を追悼している。「安楽死プログラム」に伴い、1940年から1941年までに障害者のための「ランデスハイム」の120人の住人がグラーフェネック安楽死施設に移送され、殺害された。
この街は大きな空爆を免れ、わずかな爆撃を受けただけであった。しかし、1945年3月13日にフランス軍戦闘機が機関車の前に爆弾を投下して列車を停止させ、満員の車両に向かって搭載砲を何度も発車した。この攻撃で、乗務員4名を含む24人が死亡し、約50人が負傷した。その多くはマルクグレーニンゲンに疎開したクローネやポルシェの工場従業員であったが、ロシア人戦争捕虜も数人含まれていた。侵攻してくるフランス軍地上部隊による街への砲撃はそれほど激しくなかった。ネッカー＝エンツ＝シュテルングの直後に「要塞」でないことが明らかになり、国民突撃隊はすぐに霧散し、あるいは東に転進するよう明示された。マルクグレーニンゲンでは、徴兵や戦争捕虜によって204人の「息子たち」を失った。
故郷に帰らないポーランド人やロシア人強制労働者は、第二次世界大戦後マルクグレーニンゲン周辺で略奪行為を行い、タールハウゼン、アイヒホルツホーフ、ラントハウス・フランク、シュピタールミューレを襲撃した。1945年11月10日の夜、彼らはシュピタールミューレ（水車小屋）を襲撃し、すべての住人を地下室に押し込め、頭部を撃って殺害した。この一団は、1946年にアメリカの軍事警察に逮捕された。頭部を撃ったと思われる2人は処刑された。

### 1945年以後
この街は第二次世界大戦後アメリカ管理地区の一部となったため、1945年以後は新設されたヴュルテンベルク＝バーデン州に属した。この州から1952年に現在のバーデン＝ヴュルテンベルク州が形成された。
戦後、連合軍による爆撃被害が比較的少なかったこの街は、数多くの空襲で焼け出された人や難民、追放された人を受け容れた。3,927人（1943年）から4,602人（1946年）への人口増加は、当初は一時的な宿泊のみで処理された。最終的には、新しい住宅地としての土地利用指定のみでなく、新しい住民の多くはカトリック信者であったため宗教的混交が起こった。市はこの新しい教会組織に1954年に施療教会を寄贈し、信者らはその老朽化した身廊を改修した。1980年から1982年まで新しい教会堂に方形の屋根が設けられた。
1950年、旧城館内に1873年に設けられた女性教員セミナーが閉鎖され、寄宿舎付女学校が「州立短期ギムナジウム」として設置された。マルクグレーニンゲンの家に住む女子学生もこの学校で学ぶことができた。やがて郡と市は「ヘレーネ＝ランゲ＝ギムナジウム」を譲渡され、寄宿舎付き女学校は廃止された。この学校は、音楽に重点を置いた男女共学の学校に改編された。
1963年からシェーファーラウフの主開催日が8月24日固定ではなく、8月の最終週末の土曜日に変更された。その1週間前に国際音楽祭が60年代から開催されるようになった。
1960年代から1970年代初め、この街の歴史的なランドマークへの配慮を欠いた。現在では考えられない近代化の波に押され、旧市街の数多くの価値ある建造物がパワーショベルの犠牲となり、広場の周辺はコンクリートで固められ、あるいは駐車場に造り替えられた。考え方が転換されたのは、1979年に文献初出（779年）から1200周年の大規模な祝祭を開催したことによる。80年代以降多くの建物が手本に従って改築され、場合によって文化財賞が授与された。遺された建造物は、ドイツ木組みの家街道に加盟するのに十分な価値を有していた。
1968年にベンツベルクで教育センターの建設が始まった。ハンス＝グリューニンガー＝ギムナジウムの完成後、実科学校やスポーツグラウンドを持つ2つの体育館が建設された。上級の学校で学ぶ学生達は通学する必要がなくなった。これ以後はメークリンゲン、シュヴィーバーディンゲン、ヘンミンゲンから多くの学生がマルクグレーニンゲンの学校で学んでいる。
コンスタントに人口増加が続いていたにもかかわらず、ドイツ鉄道は1975年に支線ルートヴィヒスブルク - マルクグレーニンゲン線の旅客運行を停止した。再開運動は成功しなかった。それどころか貨物運行もやがて廃止された。新しい東バイパス道路が、まだ遺っていた線路を貫いて建設された。
市町村再編に伴い、1973年1月1日にウンターリークシンゲンが合併した。合併時点でのマルクグレーニンゲンの人口は 9,902人、ウンターリークシンゲンの人口は 1,889人であった。
マルクグレーニンゲンは、1989年にサン＝マルタン＝ド＝クローと唯一の姉妹都市協定を締結した。この街は、アルルとマルセイユとの間のクロー平野の中央に位置している。

## 行政

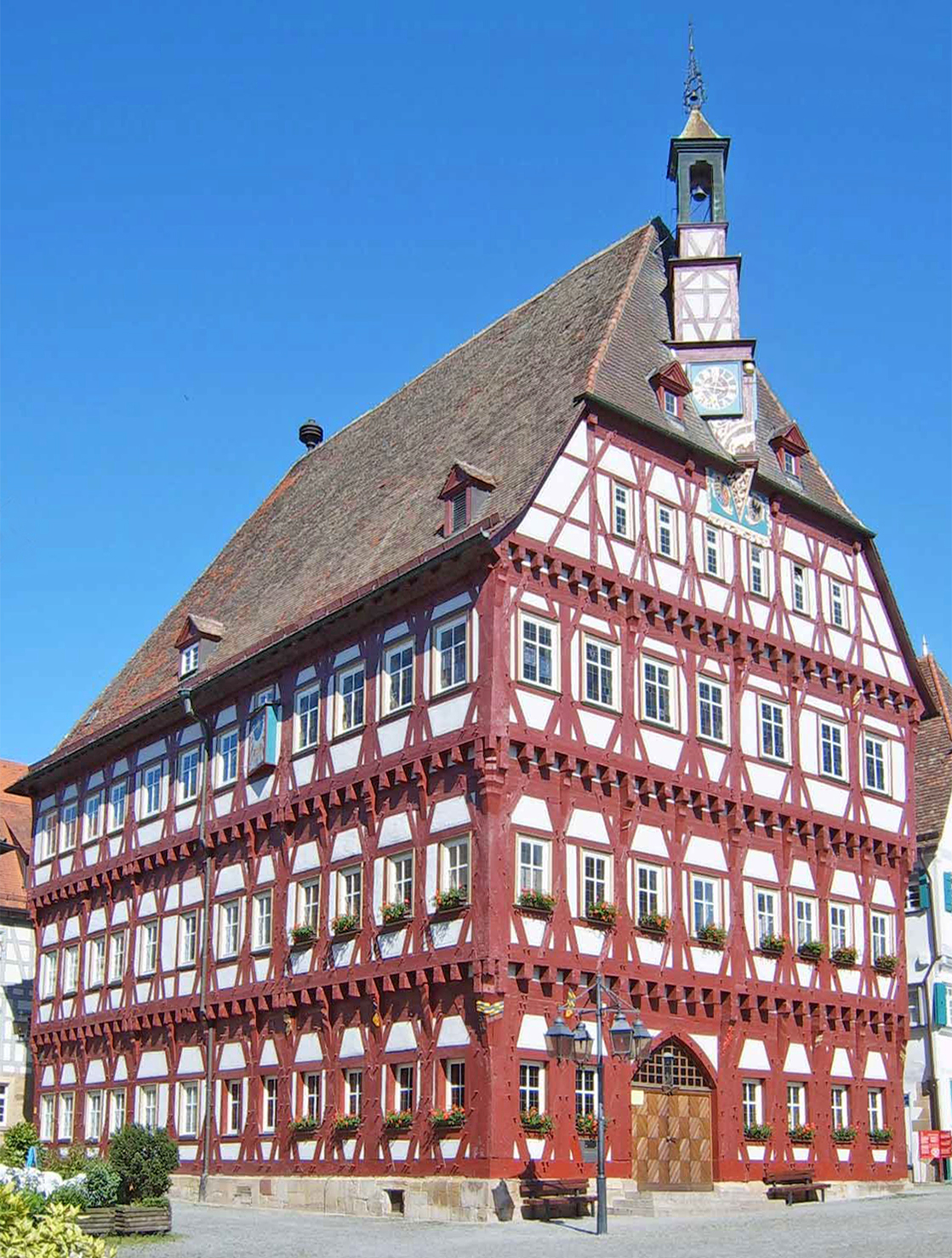
マルクグレーニンゲン市庁舎

### 首長
フランス占領軍は、この街を占領した後、フランス語を話せる医師カール・ウムバッハを暫定市長に指名した。1946年に新しい市議会はカール・グラーフを市長に選出し、市民によって再選された後1954年まで市長を務めた。その後エミール・シュテングが1974年までこの地位にあった。その後ハインリヒ・フォーゲルが8年の任期を2期務めたのち、1990年に経済界に転じた。その後はルドルフ・キュルナーがこの地位に就き、2014年2月16日の選挙で再選された。

### 議会
この街の市議会は、1946年から1953年までは12議席、1972年までは16議席であった。1973年1月1日にウンターリークシンゲンと合併し、当初はウンターリークシンゲンの議員をすべて受け容れたため26議席となったが、その後22議席プラス調整議席と定められた。2009年の選挙以降は22人の議員が5年ごとに選出される。市議会は選出された議員と議長を務める市長で構成される。市長は市議会において投票権を有している。

### 紋章と帝国戦闘旗
図柄: 頂部は青地でその中に6つの突起がある金の星が5つ描かれている。主部は金地で赤い爪を持つ黒い帝国鷲。
鷲は、かつての帝国自由都市グリューニンゲンを意味している。城と街は1336年に帝国戦闘旗とともに相続レーエンとしてヴュルテンベルク伯領となり、自由都市の地位を失った。19世紀まで用いられていた頂部のない紋章は1299年から市の印章に用いられていたことが証明されており、ヴュルテンベルク統治下でも使い続けられた。時に緑地となり、最終的には青地ととなった星の描かれた頂部は、旧オーバーアムト・グレーニンゲンの紋章から採られた。市の旗は、17世紀から青 - 黄である。
戦場での先駆け権やグリューニンゲンの城および街とともに下賜されていた帝国戦闘旗は伝統的にグリューニンゲン帝国城砦、あるいは1555年からはその後継建造物である宮廷城館に保管されていた。これは帝国旗と同じ金地に黒い帝国鷲を描いた四角い小旗で、上部に長く赤い帯が見られる。ルートヴィヒスブルク城館の建設後、この栄誉ある戦闘旗はルートヴィヒスブルクに移され、それ以後ルートヴィヒスブルクの市の紋章に描かれている。この旗自体は行方不明になっている。

### 姉妹都市
- サン＝マルタン＝ド＝クロー（フランス語版、英語版）（フランス、ブーシュ＝デュ＝ローヌ県）19889年

この姉妹都市関係は、国際的な自然保護活動 を契機としている。サン＝マルタン＝ド＝クローは、マルクグレーニンゲンと同じく地域の牧羊のメッカであった。市行政当局は、姉妹都市を訪れる人のために旅行ガイド「NatUrlaub」 を編集している。姉妹都市協会と Club de Jumelage は、2つの街の文化・スポーツクラブの交流をコーディネイトしている。

### ハルト・ウント・シェーンビュールホーフ
小集落ハルト・ウント・シェーンビュールホーフは、マルクグレーニンゲンとシュヴィーバーディンゲンとの市境にまたがって位置している。選出された「アンヴァルト」 は、たとえ現在の自治体法がその機能を認めなくなったとしても、伝統的に両自治体の枠組みを越えて、この集落に住む約330人の住民の利益を代表している。

## 経済と社会資本

### 農業とワイン造り

#### 数少ない事業者、インフラ整備
市域は卓越した土壌であり、そのため中世には「パラダイス」と例えられた。農業強化と耕地整理がレアルタイルング（分割相続）と三圃式農業を特徴とする文化風土を変えていった。営農者数は1950年代から急速に減少した。2010年現在、マルクグレーニンゲンの営農者は38人である。このうち22人が専業農家、12人が兼業農家である。
駅でのテンサイの積み込みは1990年代初めに行われなくなった。駅の近くにあったライフアイゼン農業信用金庫の支店は BayWa への吸収合併後に閉鎖され、取り壊された。営農者は、産品を流通したり、生産手段を獲得するために別の手段を甘受しなければならなくなった。数多くあった水車 のうち、グレムス川のシュピタール水車だけが最後まで稼働していた。この水車では、穀物が3基の二重粉砕機と石製の挽き臼で製粉された。この水車は1817年から穀物粉を販売する家族の所有となっていたが、やがて自家製粉を行わなくなった。

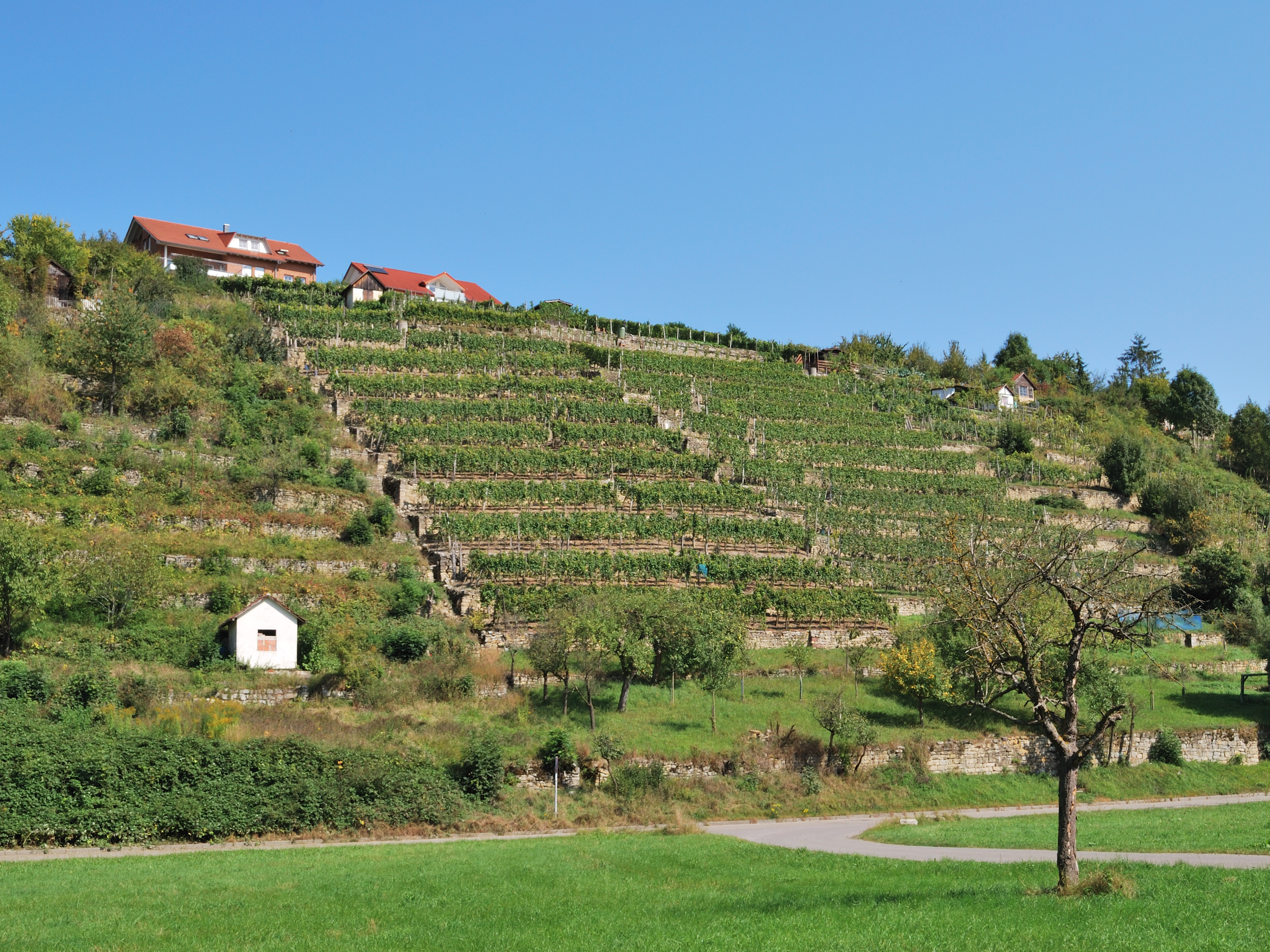
グレムス川沿いのブドウ畑

中世末期にはワイン造りが重要な経済ファクターとなり、グリューニンゲンのワインは儲かる商品となった。広いブドウ畑、2つの搾果場、旧市街に遺る数多くのワインセラーが現在もその活況を物語っている。1950年代から作業が困難な急斜面の畑が放棄され、搾果場が稼働を停止した。ワイン造りを本業とするものはいなくなった。残った兼業ワイン業者の多くは、ロスヴァーク＝ミュールハウゼン同業者組合ケラーライに加盟している。自家醸造ワインを提供する酒場が1か所だけ残っている。

### 経済振興
市当局は、地元企業や起業家のための相談を行う経済振興部署を有している。さらに、ロケーションマーケティングについて責任を有しており、新たに開発された商工業地域（約 7 ha）への誘致活動や廃業した企業や店舗を引き継ぐ業者を探す活動を行っている。旧市街には、空き店舗が常に存在している。1970年代に急速に進展した住民のモータリゼーションやルートヴィヒスブルク近郊に新たに開業した大型ショッピングセンターが、かつての包括的な小売業の衰退を招いた。
暴風雨「ロタール」によって損傷を受けたレンガ工場は廃業し、その跡地に住宅地プラッツが設けられた。

#### 地元企業

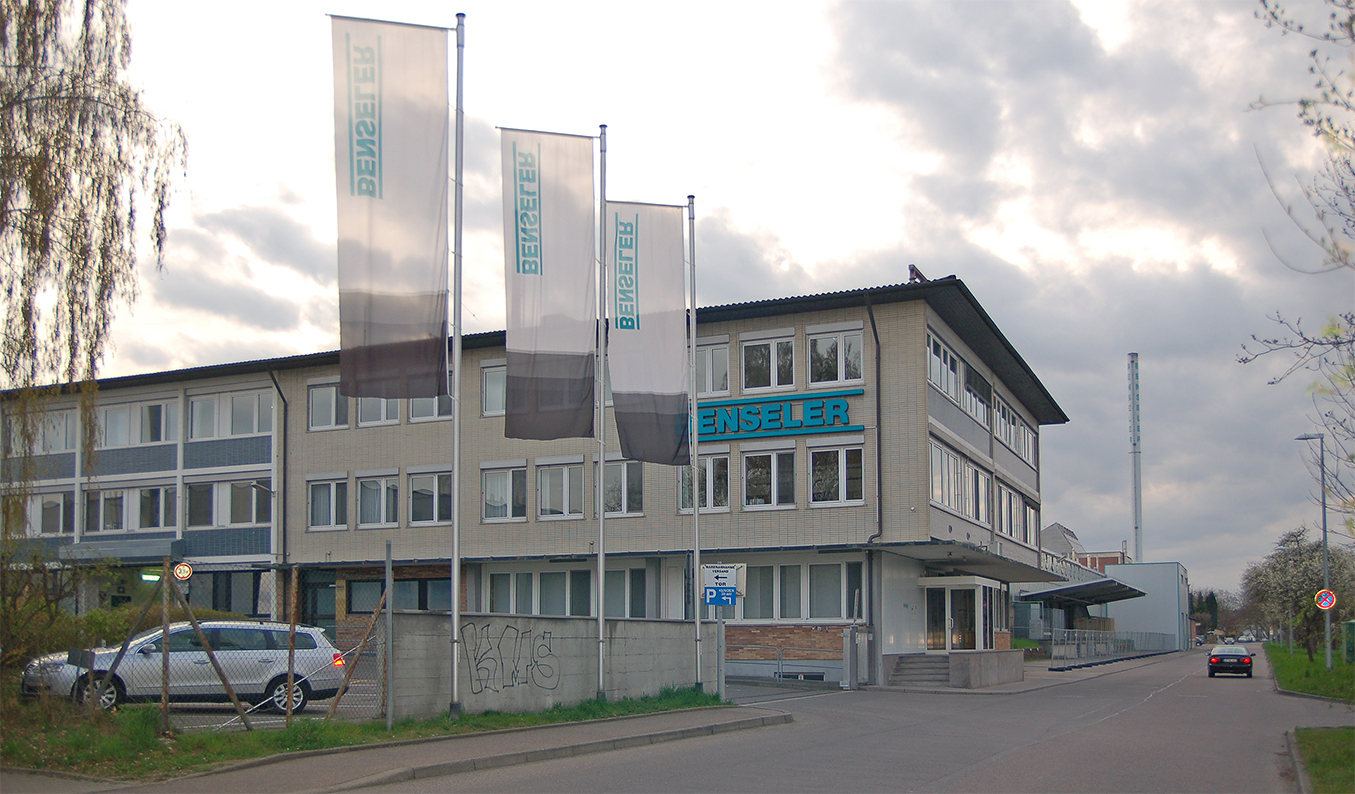
ベンゼラー本社

- ベンゼラー企業グループ: 自動車産業やその部品のための表面加工、被膜加工、研磨加工の作業所をいくつか有している。
- ボーザル・オリス乗物部品ハンス・リーレ GmbH: トレーラー連結器、風よけ、その他の自動車付属品製造。ドイツ全土に約550人を雇用している。
- クンプフ、フルーツジュース GmbH & Co. KG: ウンターリークシンゲンに本社があったが、2009年にハシア・ミネラルクヴェレン GmbH & Co. KG に吸収合併した。
- マーレ GmbH: この街に2つの子会社マーレ小型モーター GmbH & Co. KG と マーレ工業用モーター・コンポーネント GmbH を有するピスト・シリンダメーカー
- トランス＝ロゴ＝テック GmbH (TLT): ウンターリークシンゲンに存在する。2014年6月1日に、廃業したフェルトメーカー「マグナ・ネーアー」のマルクグレーニンゲン支所を購入した。

#### 労働市場
マルクグレーニンゲンには、500社以上の職場がある。職場辺りの平均従業員数は10人である。産業税収入は、2012年の780万ユーロをピークに減少している。最大の雇用主はマーレ GmbH で、拡張後約1,000人を雇用するマルクグレーニンゲン整形外科病院 gGmbH がこれに続く。マグナ・ネーアーの廃業により、かつて最大700人、最終的に540人の職場のうち、380人分が失われた。後継企業のトランス＝ロゴ＝テック・自動車 GmbH は、この喪失を順次埋め合わせることを目指している。

### 交通

#### 鉄道・バス

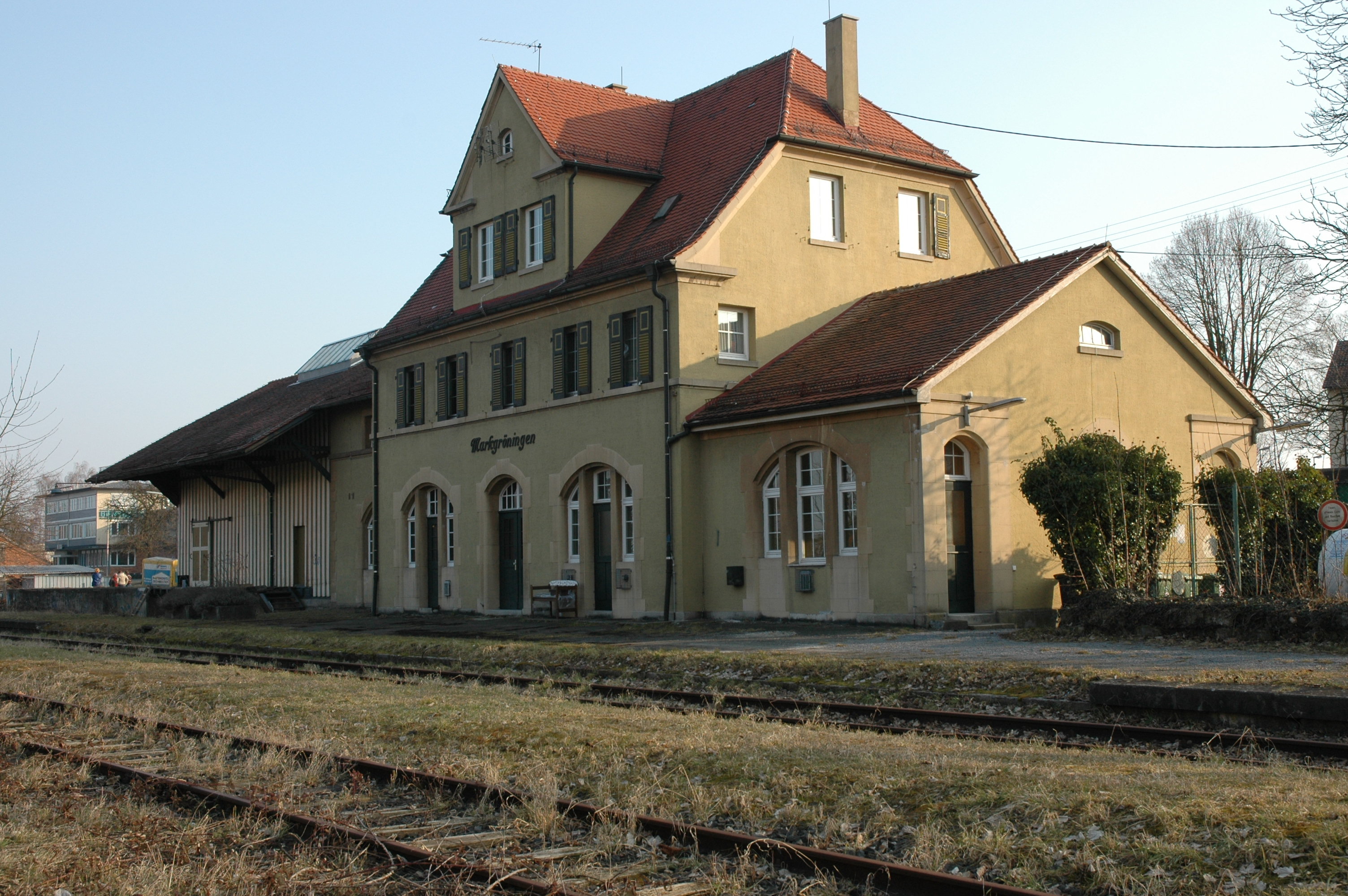
旧マルクグレーニンゲン駅

鉄道ルートヴィヒスブルク - マルクグレーニンゲン線は、戦争により開通が延期され、1916年に開通した。将来的にはウンターリークシンゲンおよびオーバーリークシンゲンを経由してエンツヴァイインゲンまで延長される予定であったが、実現しなかった。このためこの路線の重要性は低いままであった。市の抵抗にもかかわらず、ドイツ鉄道は1975年に旅客運行を停止した。2002年にはマルクグレーニンゲンへの貨物輸送も廃止された。これ以後は、平日にルートヴィヒスブルクの市境までタンク車が運行するだけとなった。市と BUND-地域連合は、1991年からこの路線の再開に向けて努力した。これは提案されていたものの延期されていたシュタットバーン・ルートヴィヒスブルクに組み込まれることとなった。2017年から州交通大臣が賛同したコルンヴェストハイムまで路線を再開・延長する「ドッペルストラテジー」（二重戦略）にルートヴィヒスブルク市も組み込まれた。これは後に鉄道と低床式市電の混合運行で利用されることになっている。
多くのバス路線が、マルクグレーニンゲンとアスペルクやルートヴィヒスブルクのSバーン駅、あるいはシュヴィーバーディンゲンのレギオナルバーン駅とを結んでいる。ウンターリークシンゲンへは、RBS-バス路線 532番が運行している。

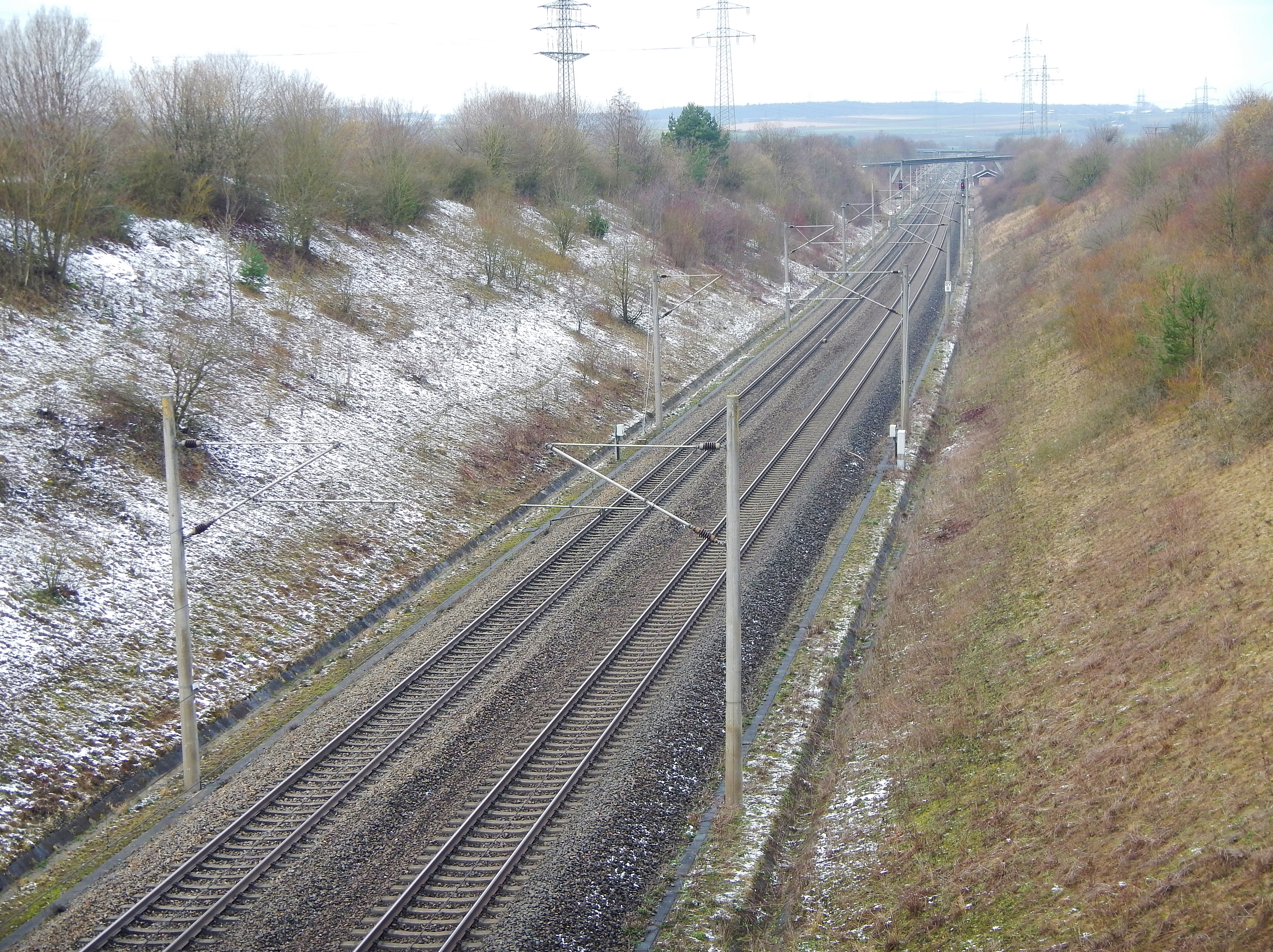
マルクグレーニンゲンを通る高速鉄道の路線

高速鉄道路線マインハイム - シュトゥットガルト線が境界地域および市域南部のグレムスタールを通っている。シュヴィーバーディンゲンのボッシュ敷地の北に計画されている市域をまたぐ産業地区にレギオナル・メトロポールエクスプレス（直訳: 都市快速）の停車駅を設けようとする努力が行われている。これにより通勤者が連邦道 B10号線から鉄道に移行し、シュトゥットガルトやファイインゲン・アン・デア・エンツといった鉄道乗換駅に速く到着できるようになることが期待される。

#### バイパス道路と環境ゾーン
マルクグレーニンゲン東バイパス道路の2期工事区間が2007年11月に完成した。これにより交通インフラは一部改善された。内市街の通り抜け交通（特に重量車両）負荷の大幅な軽減や、それに伴う内市街の空気の質の改善は、市当局の見解によれば、計画されたタマー街道からウンターリークシンガー通りまでの東バイパス道路（第3期工事）が完結した後に達成される。こうした東バイパス道路の拡充は、レールムアクティオンプラン（直訳: 騒音対策計画）の一部として交通評論家によって提案されていた施策の1つでもある。
2006年、マルクグレーニンゲンのグラーベン通り沿いが、バーデン＝ヴュルテンベルク州で3番目に大気汚染がひどく、排気ガスは最悪と判定された。このため通り抜け区間の最高速度は例外的に 30 km/hr に制限された。2011年7月1日から本市に環境ゾーンが設けられた。ここでは、「グリューネ・プラケット」（直訳: 緑のメダル）をつけた自動車だけが通行できるよう制限されている。

### ライフライン

#### 電力・ガス網
電灯は1906年に灯った。電力はグレムスミューレ発電所 GmbH が供給した。1915年に恒常的な電力網に接続した。現在、市の電力網は「EnBW レギオナル AG」によって運営されている。マルクグレーニンゲンの市境に、380/220/110-kV プルファーディンゲン変電所がある。この変電所は、送電網運営会社「トランスネットBW」によって運営されている。
天然ガス供給は、中核市のみで行われている。このガス網は「シュタットヴェルケ・ルートヴィヒスブルク＝コルンヴェストハイム GmbH」が運営している。ウンターリークシンゲンでは、「EnBw レギオナル AG」が天然ガス供給網を構築中である。

#### 上水道

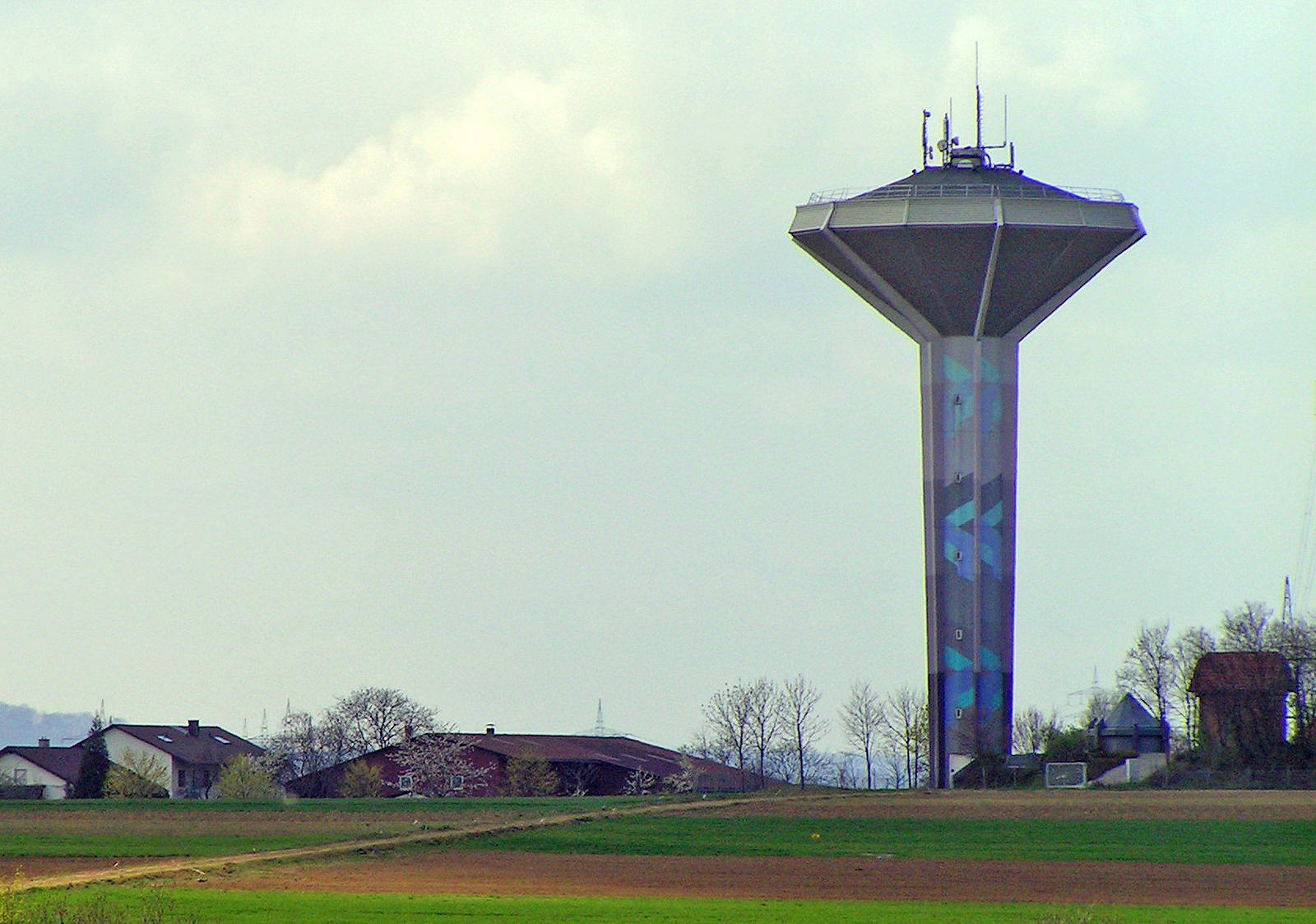
マルクグレーニンゲン水道塔

1900年に各戸への水道管敷設が開始するまで、住民達は数多くある公共の泉まで水を取りに行かなければならなかった。第二次世界大戦後の人口増加と、各戸での水消費量増大により、中核市区ではボーデン湖からの水を地元の水と混合して利用する必要が生じた。水圧を得るために市の北部に1990年に水道塔が建設された。その広く突き出した高架水槽には1000立方メートルの水を蓄えられる。
ウンターリークシンゲン市区は、ベジヒハイマー水供給グループから飲料水を得ている。このグループは、ウンターリークシンゲンで浄水場を運営している。ハルト・ウント・シェーンビュールホーフは、シュトローゴイ水供給会社から水を引いている。

#### 下水道と塵芥処理

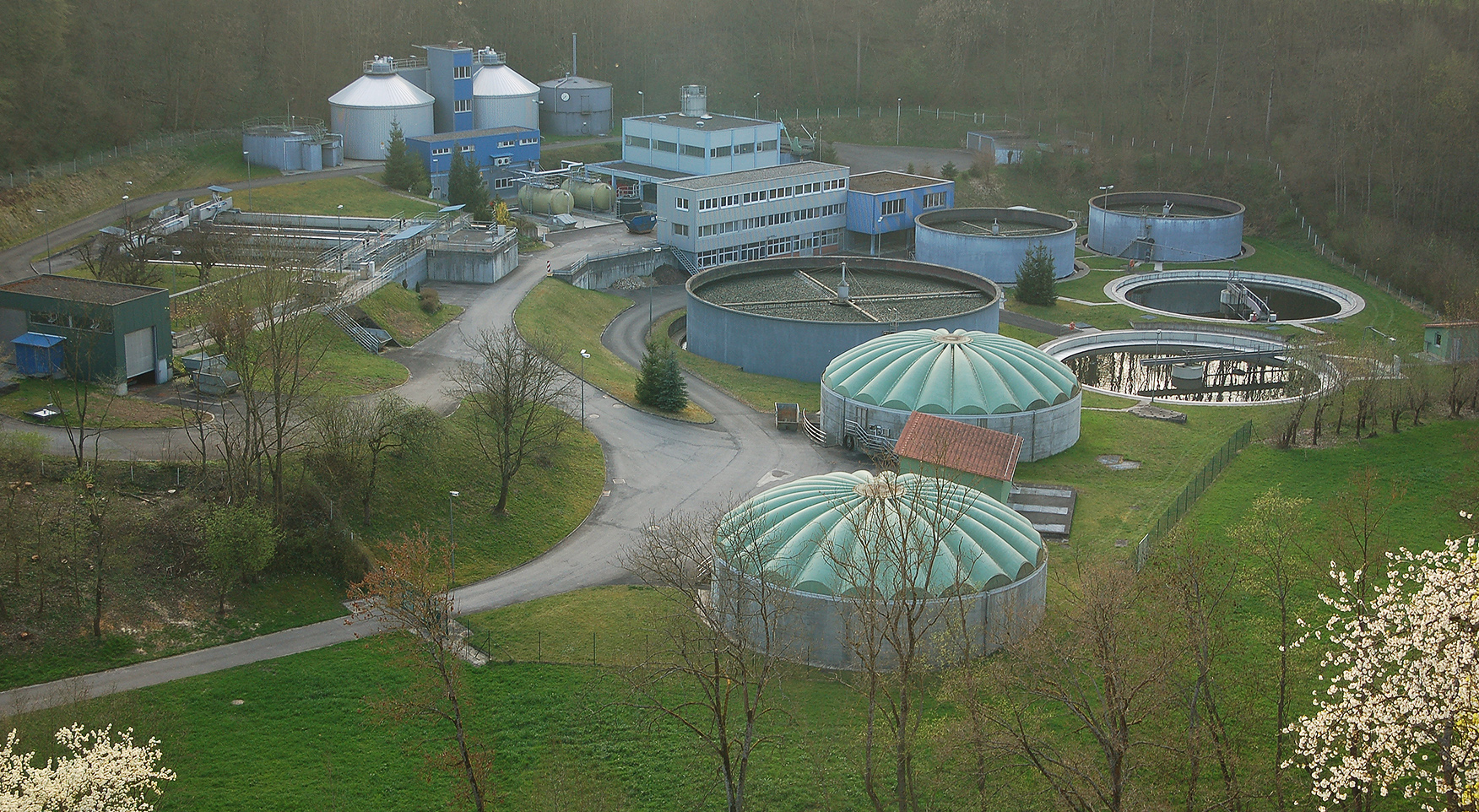
ロイデルスバッハ下水処理場

下水道は1928年から整備された。中核市区の北部は、ロイデルスバッハ・グループ下水処理場目的連合が運営するロイデルスバッハタールの下水処理場に排水している。中核市区南部およびウンターリークシンゲン市区、ハルト・ウント・シェーンビュールホーフの排水は、タールハウゼン・グループ下水処理場目的連合が運営するグレムスタールの下水処理場で処理される。
塵芥処理は、ルートヴィヒスブルク郡の 100 % 子会社のルートヴィヒスブルク郡塵芥処理会社 (AVL) が行っている。AVLは、ルートヴィヒスブルク郡の委託を受けてゴミの削減、再利用、廃棄といった処理を行っている。

### 健康と介護
マルクグレーニンゲンには、リハビリセンターやフルスト（マルクグレーニンゲン東部の高台の地名）にある LWL.アイングリーデルングスヒルフェ（直訳: 社会復帰援助）の障害者ハウスを併設する整形外科クリニーク (OKM)、多くのホームドクター、専門医、歯科医、（家庭出産のための）助産婦センター、3つの薬局、およびいくつかの地はビリ施設や養護施設が存在する。たとえば、郡のクレーブラット目的連合やASB（サマリア活動連合）の老人・養護ホーム、市のシニア交流館などである。

### 教育

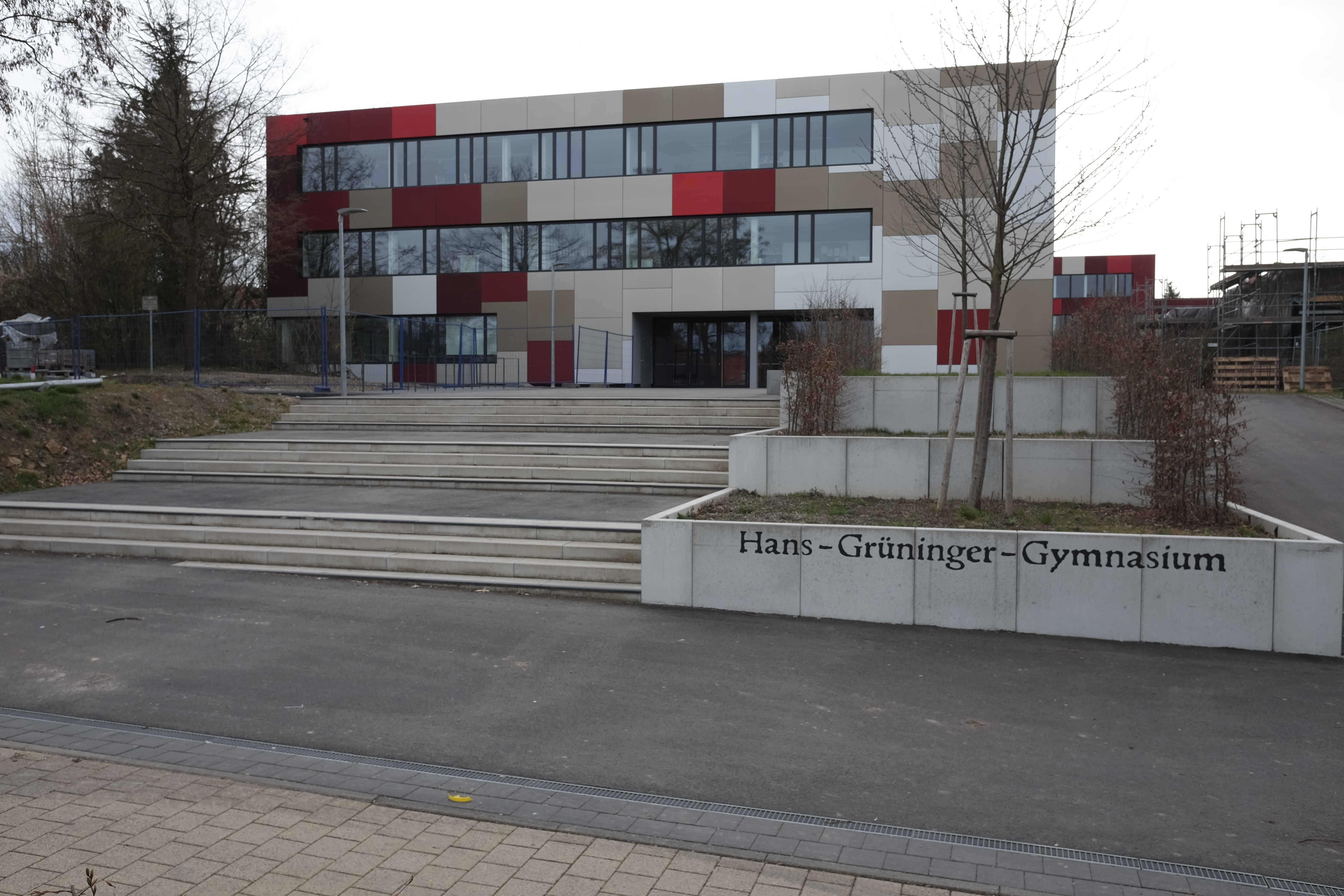
ハンス＝グリューニンガー＝ギムナジウム

マルクグレーニンゲンには様々な形態の学校が存在する。アビトゥーア取得にはハンス＝グリューニンガー＝シューレと、マルクグレーニンゲン市とルートヴィヒスブルク郡が共同で運営する音楽・芸術養成ギムナジウムであるヘレーネ＝ランゲ＝ギムナジウムがある。マルクグレーニンゲンのその他の上級学校には、マルクグレーニンゲン実科学校およびヴェルクレアルシューレ課程 を有する本課程学校ルートヴィヒ＝ハイト＝シューレがある。
ルートヴィヒ＝ハイト＝シューレは、ランデルン基礎課程学校やウンターリークシンゲンのグレムスタール基礎課程学校と同様に付属の基礎課程学校を有している。さらに身体障害者のための州立学校アウグスト＝ヘルマン＝ヴェルナー＝シューレもある。
ハンス＝グリューニンガー＝ギムナジウムと実科学校は、2009年にメンザを建設した。全般的改善の枠組みで、教育センター・アム・ベンツベルクが新たに建設されている。

## 文化と見所

### 文化活動と年中行事

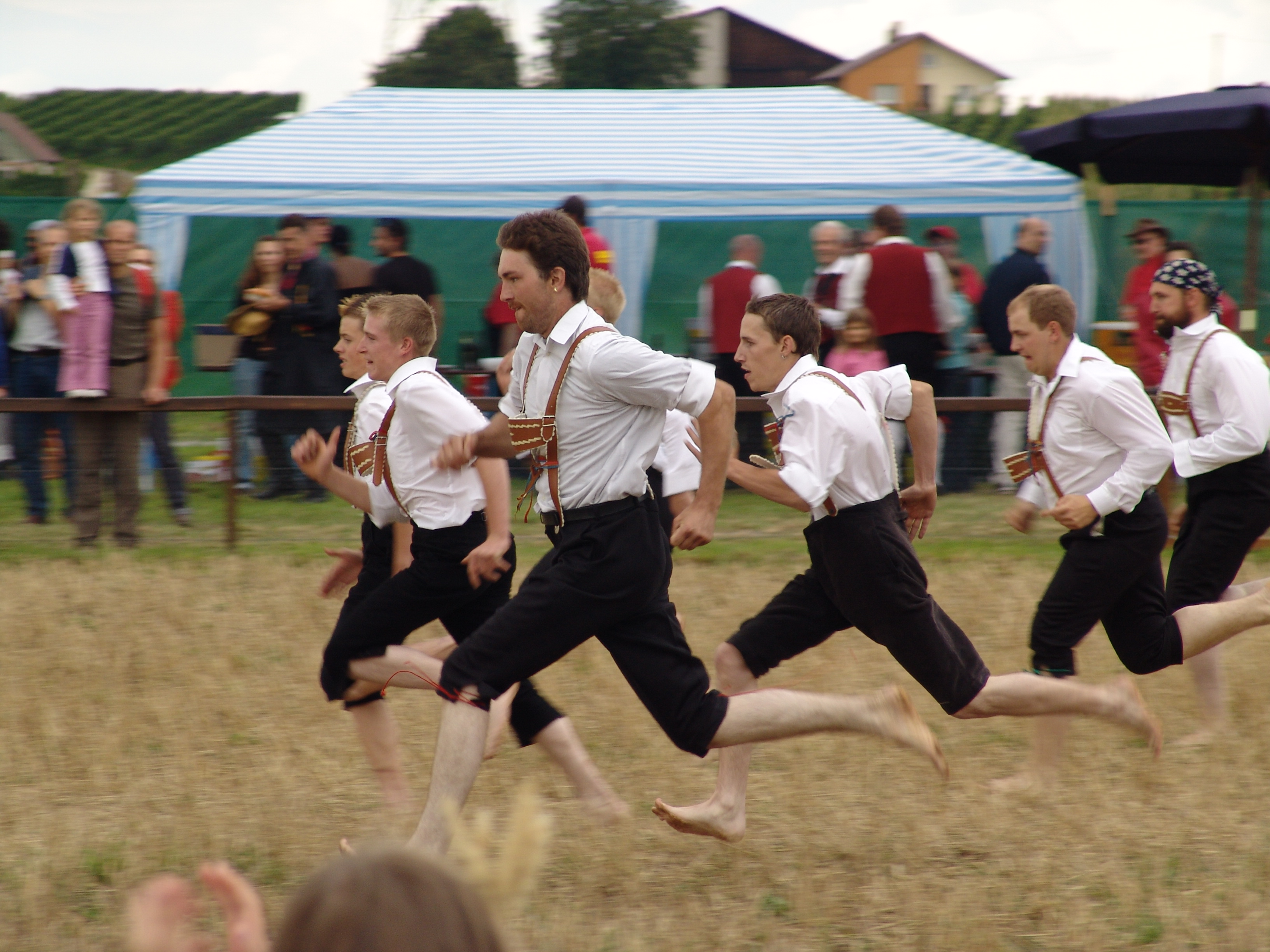
2006年のシェーファーラウフ。刈り株だらけの畑を裸足で走るレース。

多くの文化・伝統保存協会が市当局と共同で多くの文化的イベントを行っている。本市のホームページには実際のイベントカレンダーが掲載されている。
初夏に旧城館の中庭で国際文化祭が開催される。
シェーファーラウフ前の週に、1967年から国際音楽祭が開催されている。

#### シェーファーラウフ
毎年8月最終週末に伝統的なマルクグレーニンゲンの郷土祭「ヒストリシャー・シェーファーラウフ」（直訳: 歴史的羊飼いレース）が開催される。この祭は、大規模な年の市を伴うバルトロメウス教会の教会開基祭（8月24日）とヴュルテンベルク羊飼いツンフトの日を起源としている。牧羊者の守護聖人も聖バルトロメウスである。他の集落でも開催される「バルトロメウス＝マーケット」は1445年に初めて文献に記録されている。祝祭劇で演じられる伝説では、この祭の起源をグリューニンゲン伯の時代（13世紀）にまで遡るとしている。4日間にわたるプログラムは多彩である。

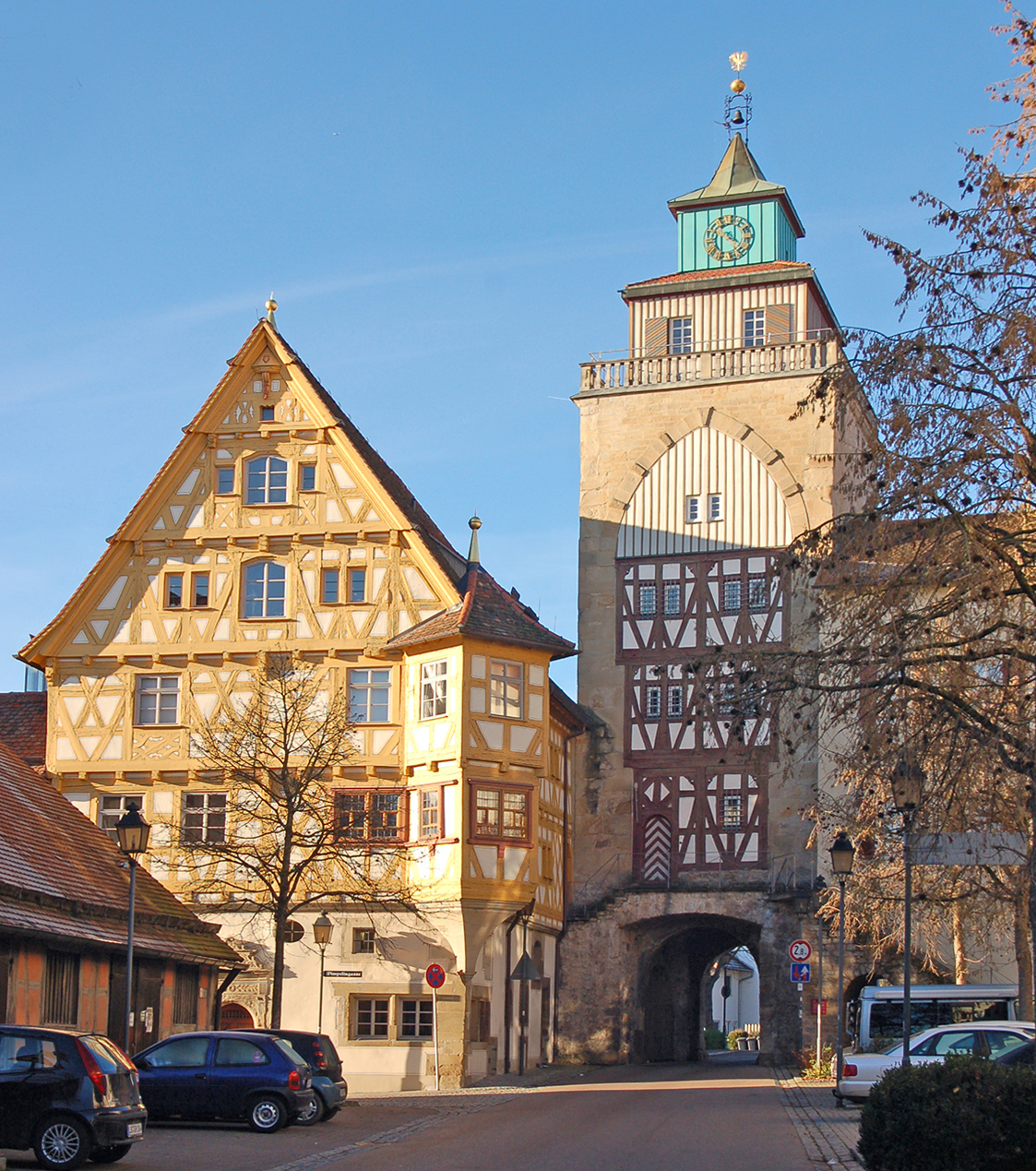
オーベーレス楼門とヴィンペリンホーフ博物館

#### 展覧会と都市ツアー
オーベーレス楼門への入り口があるヴィンペリンホーフの博物館は日曜日に開館している。オーベーレス楼門では時々特別展覧会が行われている。この他に、様々な歴史上のテーマの都市ツアー や教会ツアーが用意されている。2014年の記念年には、貧しいコンラートの反乱および反乱活動の論理的指導者である教区監督ラインハルト・ガイサーのツアーが開催された。

### 建築

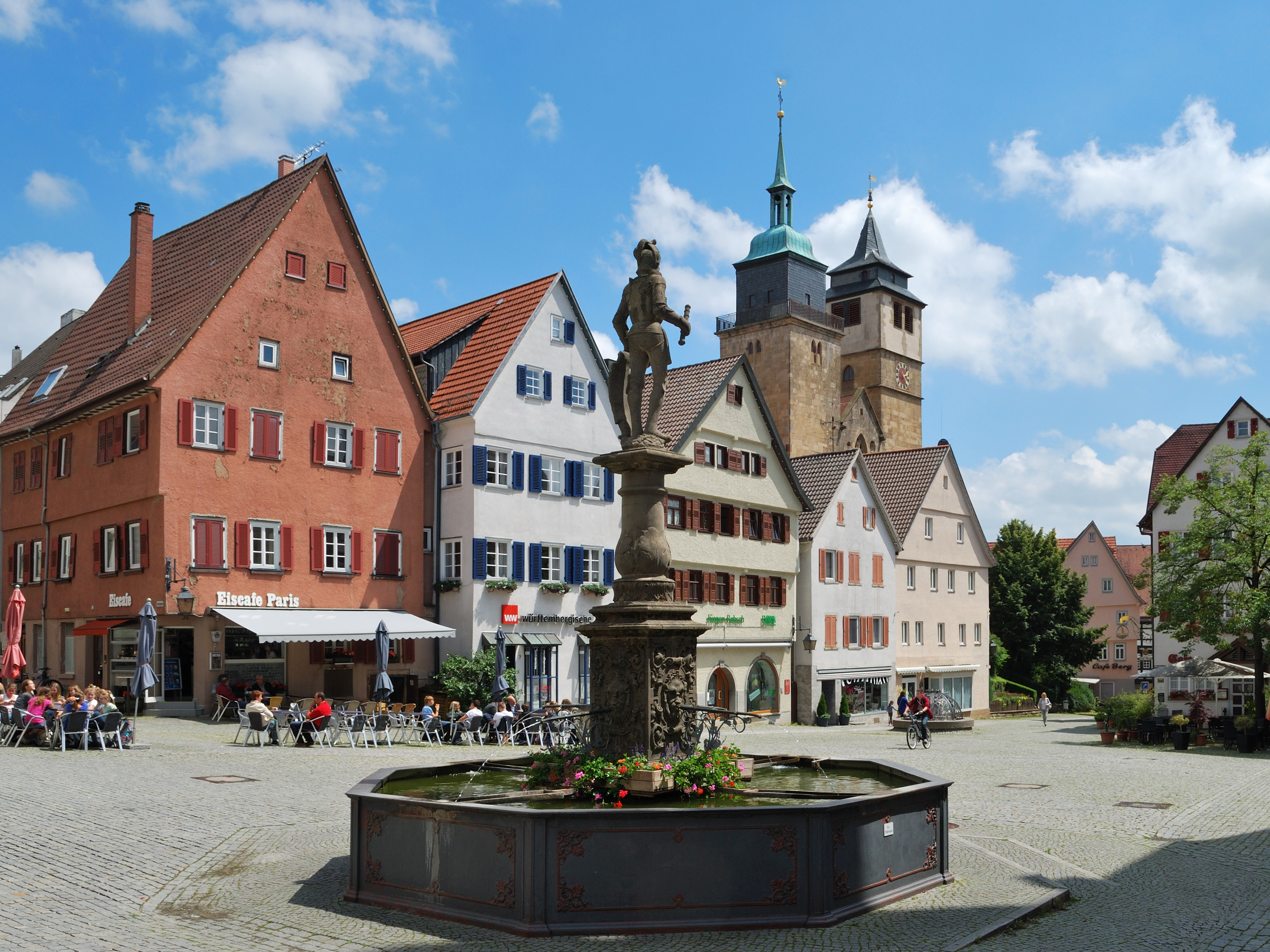
マルクト広場とバルトロメウス教会

マルクグレーニンゲンは、ドイツ木組みの家街道に面している。この街には、内部に貴重な壁絵や天井画を有する13世紀から15世紀に建造されたゴシック様式のバルトロメウス教会、「他に並ぶもののない」堂々たる木組みの市庁舎、情緒豊かなマルクト広場を含む、中世後期の印象深い都市景観アンサンブルがある。この他に、新しい楼門（1555年）を含む中世の都市防衛施設の一部も保存されている。詳しく見ると、かつて都市から隔てられていた帝国城砦の痕跡や、同じ場所で環状壁に組み込まれた城館の名残を見つけることができる。城館は、矯正施設に改築され、その後女子教員セミナーとして利用された。現在は郡と市が共同で運営するヘレーネ＝ランゲ＝ギムナジウムが入居している。
さらに、この他に多くの歴史的建造物が見られる: 旧聖霊病院（13世紀から16世紀）、2つのケルター（ブドウ搾り所）、穀物貯蔵庫、十分の一税倉庫、15世紀から16世紀の数多くの立派な民家などである。たとえば、2005年から市立博物館となっている修復されたヴィンペリンホーフなどがこれにあたる。
反シュタウフェンのハルトマン2世伯が新築し、その廟所が設けられているバルトロメウス教会の入り口前に、2012年からシュタウフェンの柱が建てられている。これは、フリードリヒ2世時代に自由帝国都市に昇格したことを記念したもので、多くの帝国都市でくすぶっていた帝国直轄市民とそれぞれの城主との間の価値観の相違がこの場所に反映されている。この柱は、当時のバーデン＝ヴュルテンベルク州首相ギュンター・エッティンガーによって献納された。

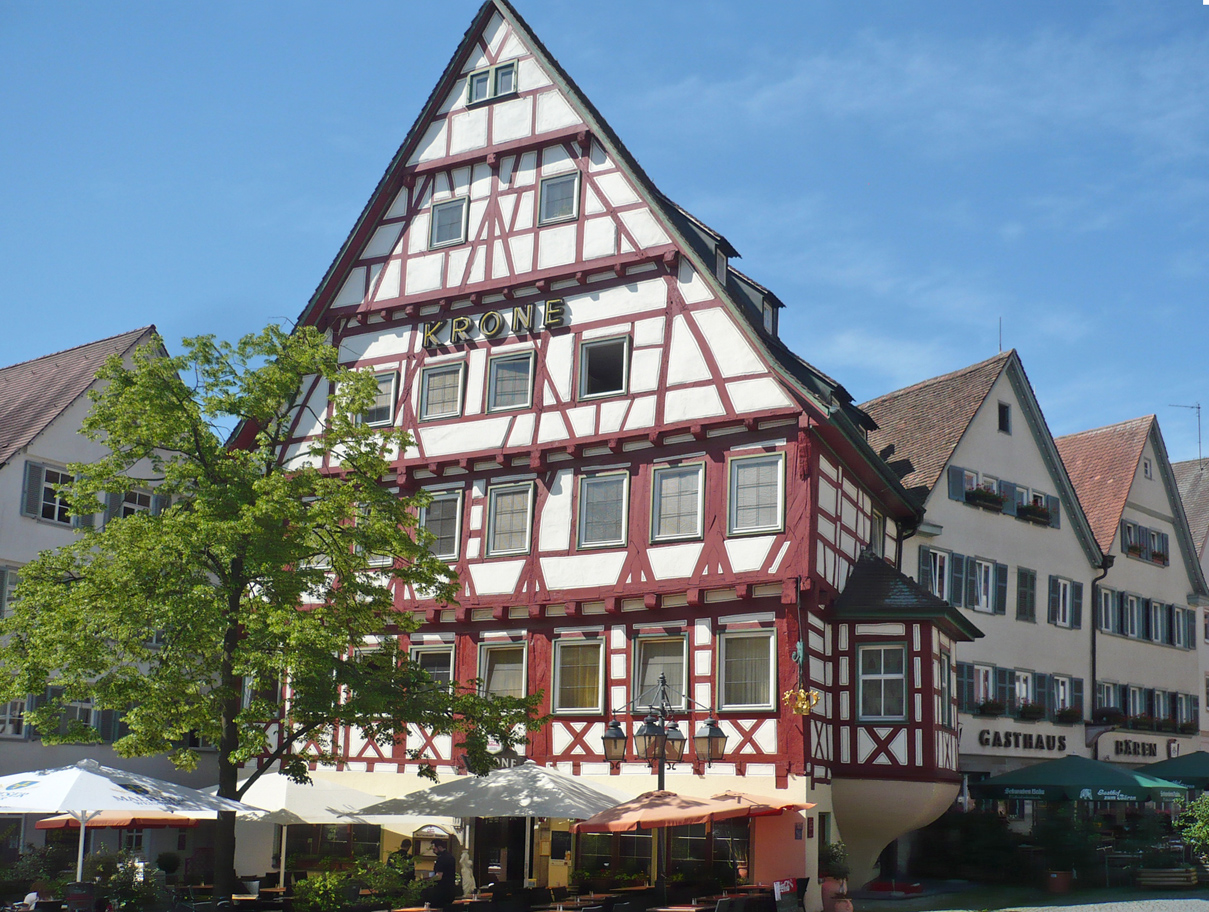
マルクト広場に建つ旅館「クローネ」
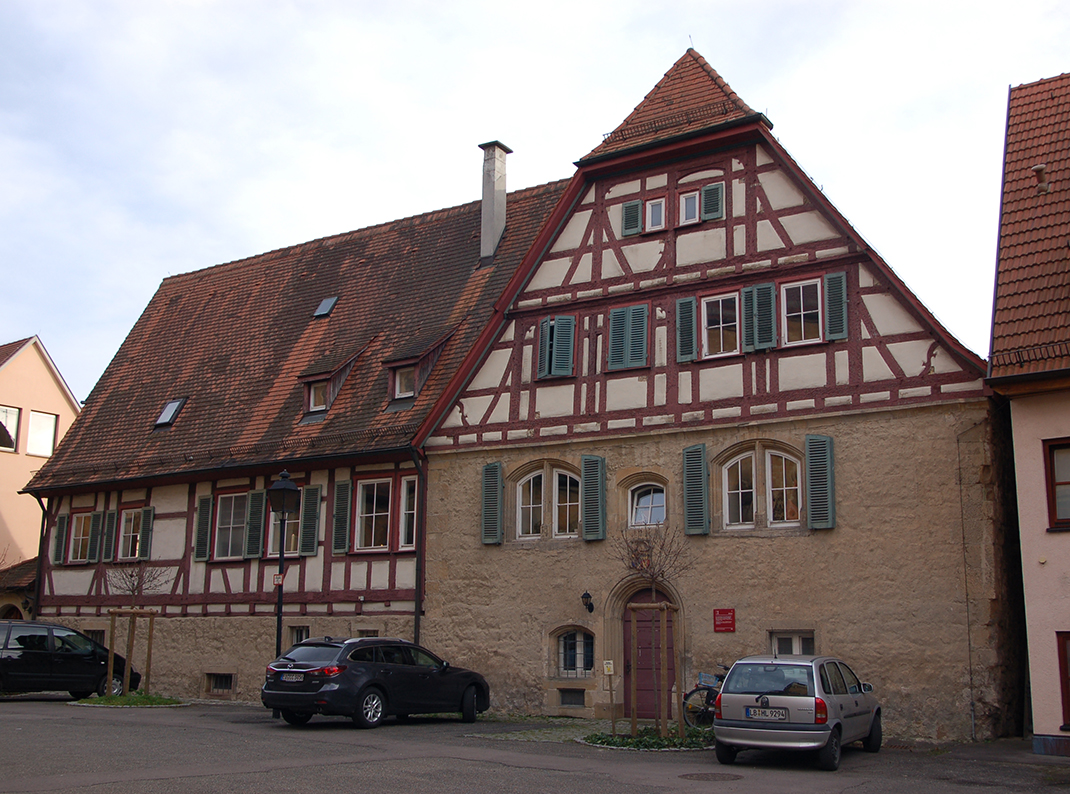
牧師館
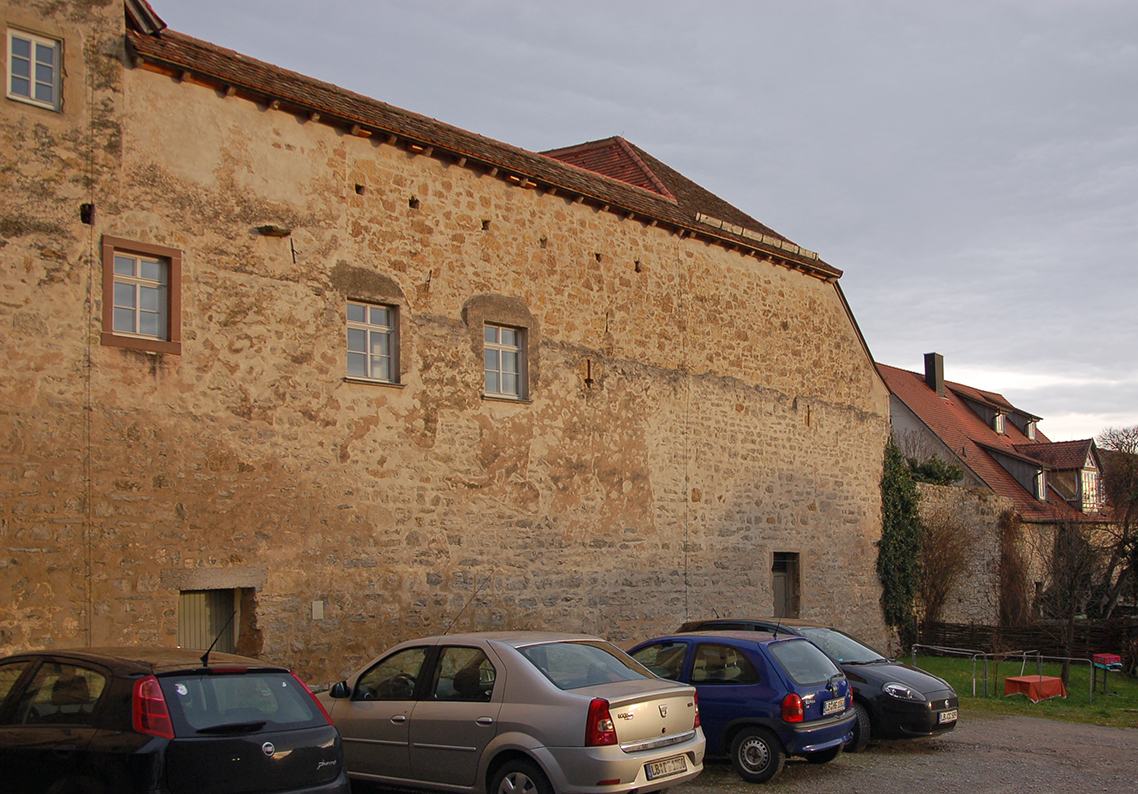
市壁の遺構
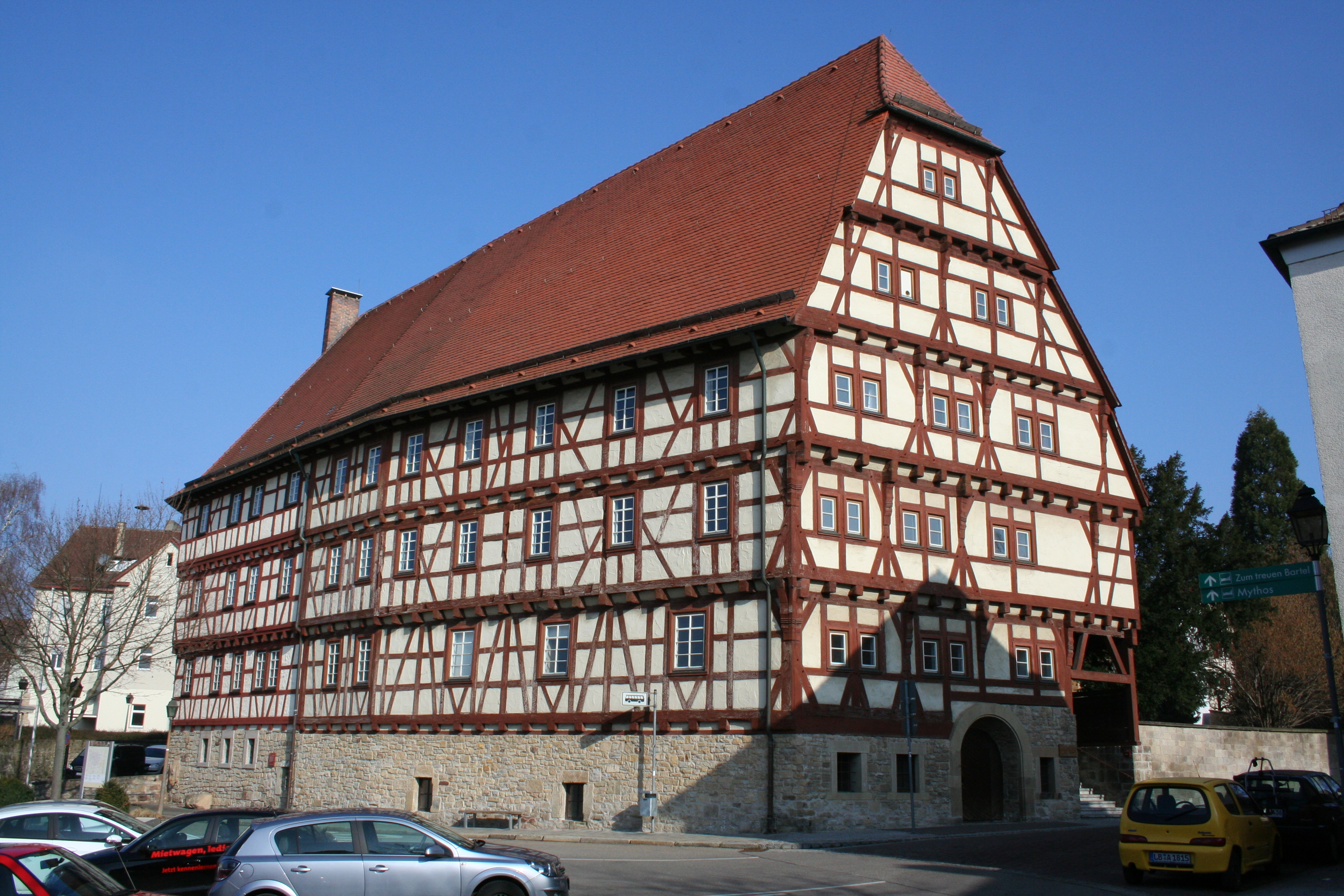
旧聖霊病院
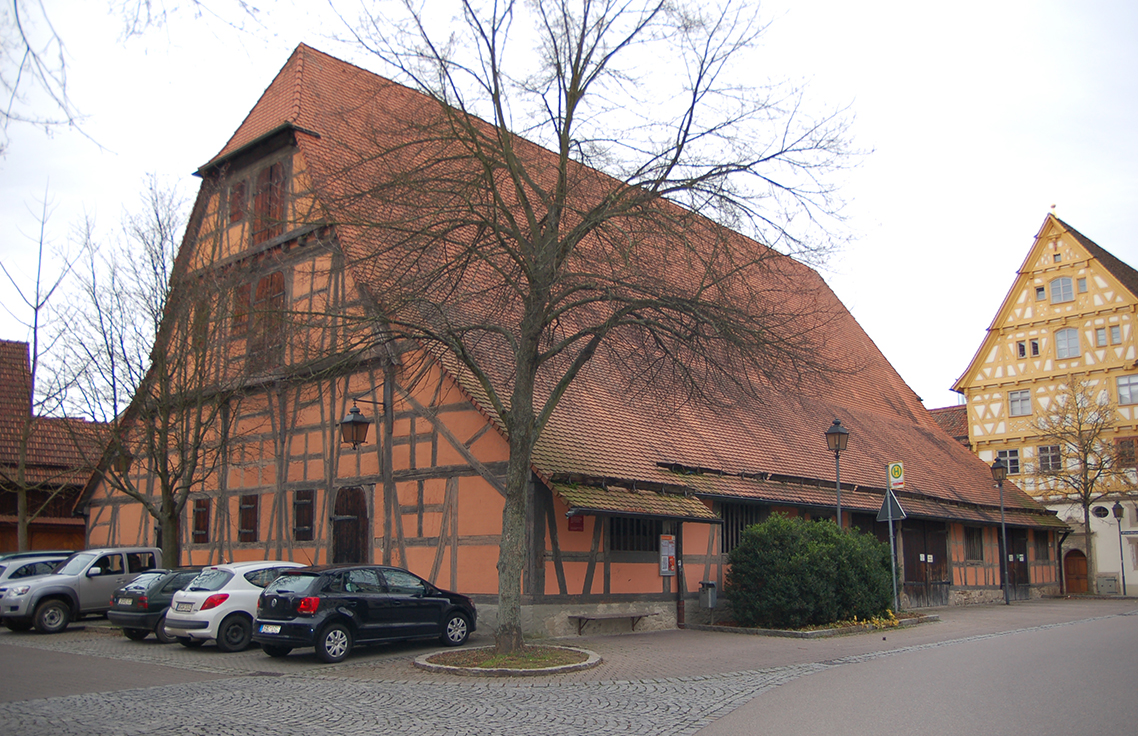
オーベーレ・ケルター
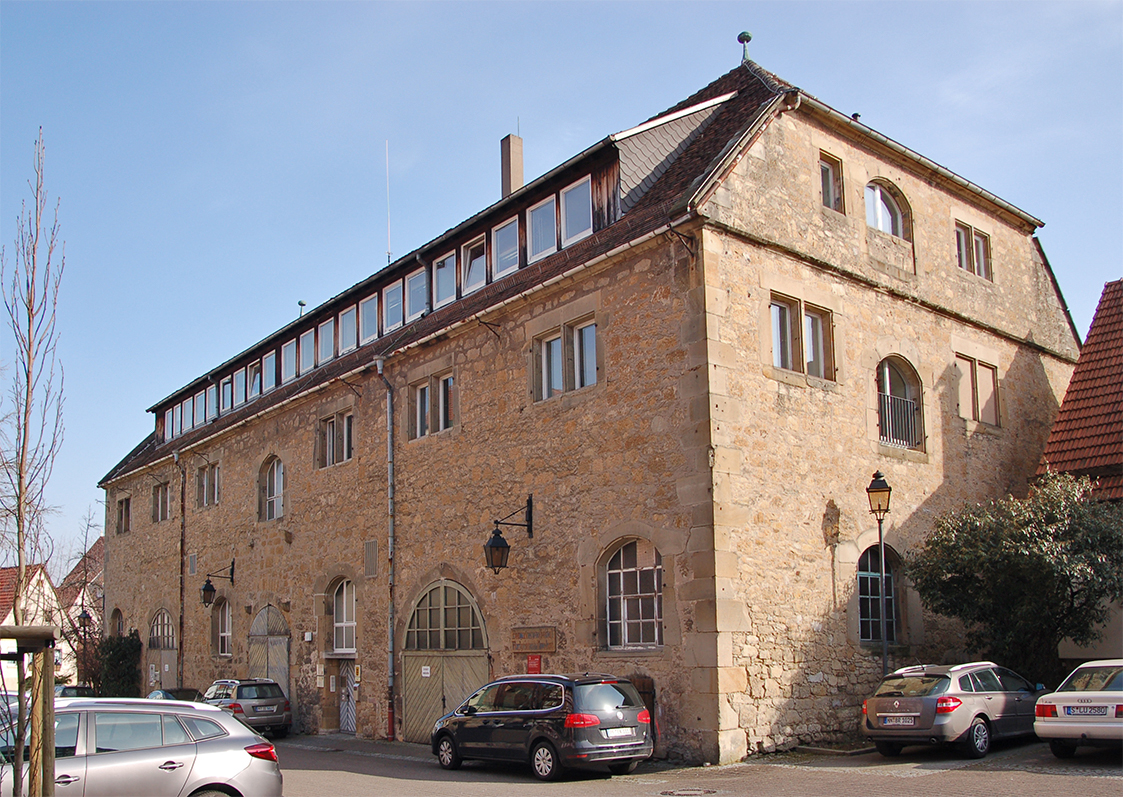
ウンテーレ・ケルター
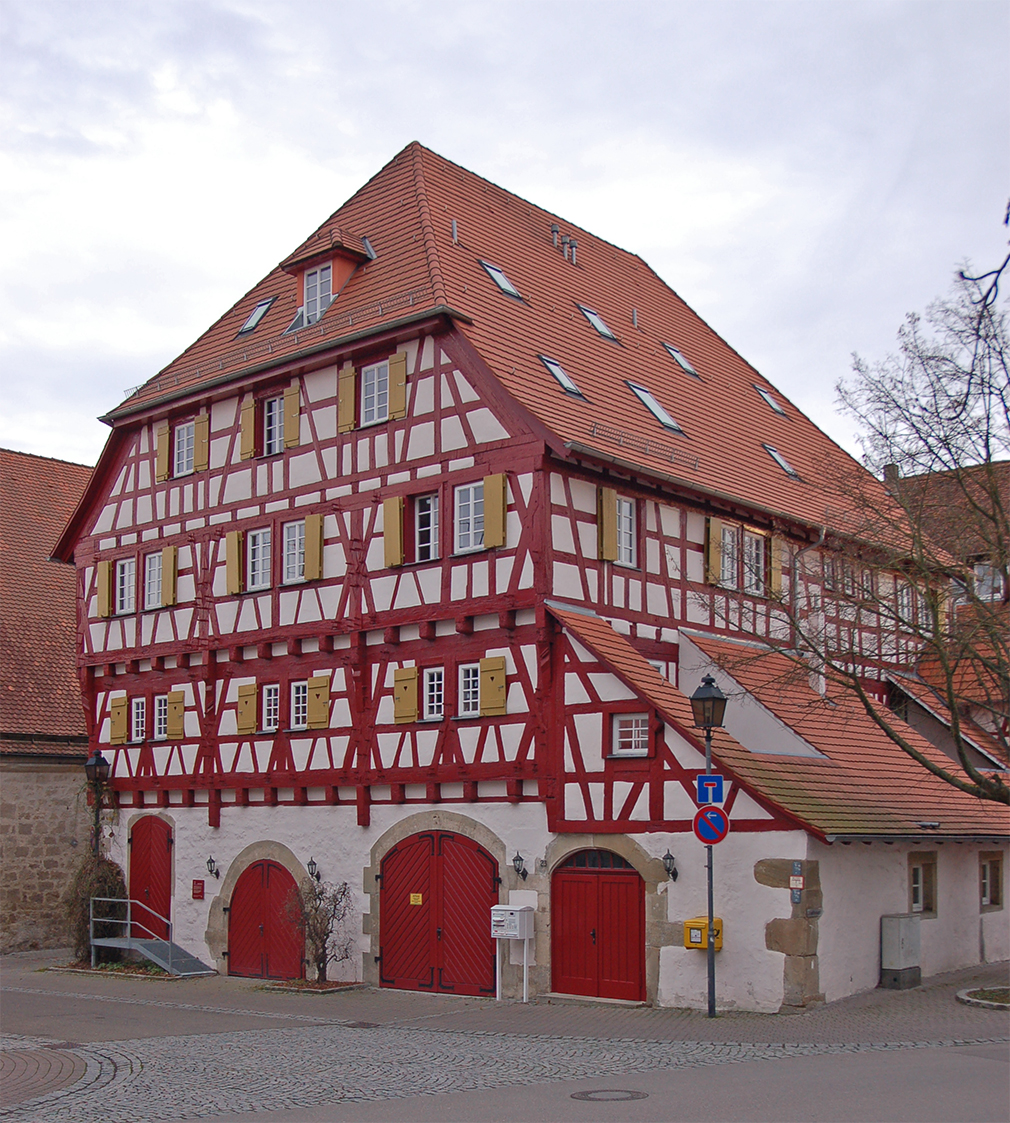
フルヒトカステン
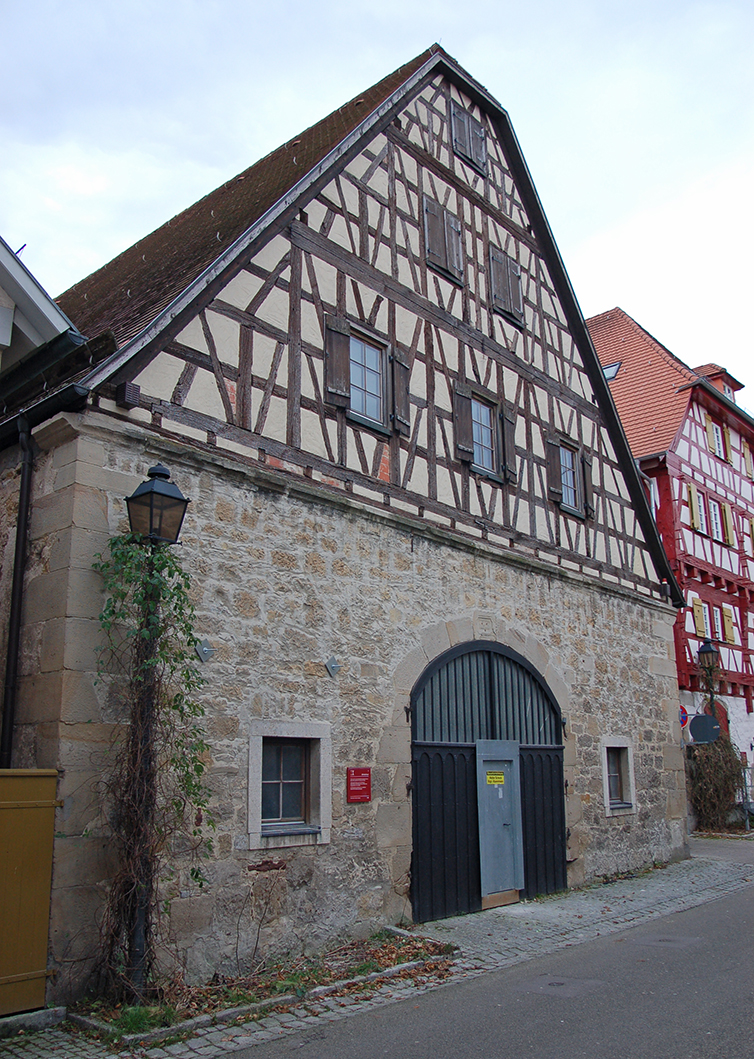
十分の一税倉庫
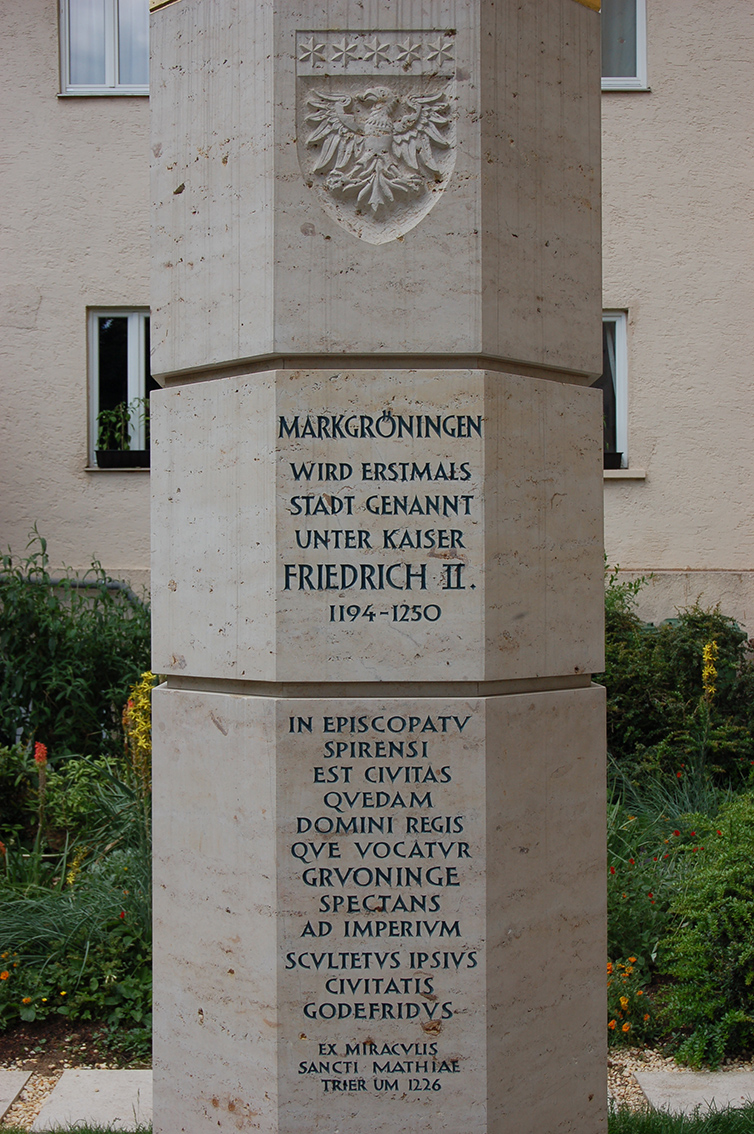
シュタウフェンの柱

### スポーツ
マルクグレーニンゲンのスポーツクラブの連合体がシュタットフェアバント・シュポルトである。この連合体には以下のクラブが参加している。
- AC イタリア・マルクグレーニンゲン（サッカー）
- キリスト教青年会 (CVJM) マルクグレーニンゲン
- フスバルフェライン・マルクグレーニンゲン (FVM)（サッカー）テニス部門も有している。
- ライト・ウント・ファールフェライン・マルクグレーニンゲン＝メークリンゲン（乗馬）
- スキーツンフト・マルクグレーニンゲン（スキー）、BMX部門も有している。
- シュッツェンフェライン・ウンターリークシンゲン（射撃）
- シュポルトシュッツェンフェライン・マルクグレーニンゲン（射撃）
- トゥルンフェライン・マルクグレーニンゲン (TVM) 総合スポーツクラブで、以下に示す多くの部門がある: バドミントン、バスケットボール、ファウストボール、レジャースポーツ、徒手体操、ハンドボール、心疾患改善スポーツ、柔道/合気道、子供向けスポーツ、ランニング、陸上競技、水泳およびシンクロナイズドスイミング、高齢者向けスポーツ、ダンス、テニス、卓球、トライアスロン、器械体操、バレーボール。
- トゥルン・ウント・シュポルトフェライン・ウンターリークシンゲン (TSV) 総合スポーツクラブで、以下の部門がある: サッカー、徒手体操/フィットネス、子供向けスポーツ、ランニング/スキー/自転車、高齢者向けスポーツ、ダンス、器械体操

100年以上の歴史を持つトゥルンフェライン・マルクグレーニンゲンがこの街で最も古く、最大のスポーツクラブである。このクラブは、1996年に215ページに及ぶ年代記を出版した。
アム・ベンツベルク学校センター近くのスポーツ施設が拡充された。2つの大きな体育館と新しく造成されたスポーツグラウンドの間に、BMX-コースとユーゲントハウス（直訳: 青年館）が設けられた。

## 人物

### 出身者
- ハンス・グリューニンガー（1445年頃 - 1532年頃）ストラスブールの出版者。この出版社から最初の地誌が出版され[原注 8]、オイレンシュピーゲルの伝説が世界中に知られるようになった。
- ユリウス・シェッファー（ドイツ語版、英語版）（1882年 - 1944年）教師、真菌学者。彼は1891年に国民学校で最高の成績を収め、ラテン学校への進学を許された。彼はヴァイルハイム・イン・オーバーバイエルンでキノコ中毒のために亡くなった。

### ゆかりの人物
- ヴュルテンベルク公エーバーハルト1世（1445年 - 1496年）ヴュルテンベルク公。未成年の間、グリューニンゲンに住んだ。彼はこの街をヴュルテンベルク＝ウラッハ地域の北の居城に定め、公の紋章に帝国突撃旗の意匠を採り入れた。
- ヴュルテンベルク公クリストフ（1515年 - 1568年）グリューニンゲンの帝国城砦の大部分を取り壊し、その替わりにルネサンス様式の城館とオーベーレス・トーアトゥルム（上の楼門）を建設した。
- ヴュルテンベルク公エーバーハルト・ルートヴィヒ（1676年 - 1733年）1700年以前に太陽王ルイ14世の宮廷にいた彼は、公妃ヴィルヘルミーネ・フォン・グレーフェニッツ（ドイツ語版、英語版）とともにヴュルテンベルクのヴェルサイユ宮殿建設を計画し、1704年にルートヴィヒスブルクでこれを実現した。グリューニンゲンは宮廷都市および行政都市、高等裁判所および教会監督官所在地としての機能を失い、シェーファーラウスは4つに分割された。
- ヴュルテンベルク王フリードリヒ1世（1754年 - 1816年）19世紀の王国成立後もグリューニンゲン伯の称号を副次称号として名乗り、帝国突撃旗を王の紋章に採り入れた。しかし行政改革の過程でマルクグレーニンゲンのオーバーアムト都市としての機能を喪失させた。
- ハインリヒ・パウルス（ドイツ語版、英語版）（1761年 - 1851年）福音主義神学者、哲学者。少年期をマルクグレーニンゲンで過ごした。
- クリスティアン・ツェラー（1822年 - 1899年）神学者、数学者。マルクグレーニンガー・セミナー学長。
- グスタフ・イェーガー（ドイツ語版、英語版）（1832年 - 1917年）動物学者、医学者。少年時代にマルクグレーニンゲンに住んだ。
- フィリップ・ポイゼル（ドイツ語版、英語版）（1983年 - ）シンガーソングライター、マルクグレーニンゲンで育った。

## 関連図書
- 100 Jahre Freiwillige Feuerwehr Markgröningen 1861/1961. Markgröningen: Karl Probst. (1961)
- 100 Jahre Turnverein Markgröningen. TVM-Chronik von 1896 bis 1996. Markgröningen: Turnverein Markgröningen 1896 e. V. (1996)
- 700 Jahre Heilig-Geist-Spital Markgröningen. Markgröningen: Stadt Markgröningen
- 1200 Jahre Markgröningen. Festbuch zum 1200jährigen Jubiläum der ersten urkundlichen Nennung des Namens. Markgröningen: Stadt Markgröningen. (1979)
- Rudolf Dürr (2016). Historische Bausünde am Spitalplatz. Altstadtsatzung für Investorenprojekt „Unteres Tor“ ausgehebelt. Durch die Stadtbrille – Geschichtsforschung, Geschichten und Denkmalpflege in Markgröningen. 10. Markgröningen: AGD Markgröningen. pp. 152–165
- Hilde Fendrich (1985). Aus der Gründungszeit des Hardt-Schönbühlhofs. Durch die Stadtbrille. 1. Markgröningen: Hilde Fendrich. pp. 11–29
- Peter Fendrich (1987). Die Stadt und ihre Bürger im ausgehenden Mittelalter. Zur Sozialstruktur der württembergischen Amtsstadt Markgröningen im Rahmen der Landesgeschichte. Reihe Durch die Stadtbrille. 3. Markgröningen: Hilde Fendrich. pp. 94–119
- Peter Fendrich; Günter Frank; Erich Viehöfer (2004). Bekanntes und Neues zum Markgröninger Schloss. Reihe Durch die Stadtbrille. 8. Markgröningen: Arbeitskreis Geschichtsforschung und Denkmalpflege Markgröningen. pp. 173–208
- Peter Fendrich; David Zechmeister (2016). Hundert Jahre Gröninger Zügle – Rückblick zur Reaktivierung der Bahnstrecke Ludwigsburg–Markgröningen. Durch die Stadtbrille – Geschichtsforschung, Geschichten und Denkmalpflege in Markgröningen. 10. Markgröningen: AGD Markgröningen. pp. 6–25. ISBN 978-3-00-053907-7
- Peter Findeisen (1987). Stadt Markgröningen: Landkreis Ludwigsburg. Ortskernatlas Baden-Württemberg 1,7. Stuttgart: Landesdenkmalamt BW u. Landesvermessungsamt BW
- Karl Erwin Fuchs: Grenzsteine der Stadt Markgröningen. Mit dem Lagerbuch die Grenze entlang (1987)
- Helmut Hermann; Günter Frank (1992). Markgröningen: Porträt einer Stadt. Markgröningen
- Ludwig Friedrich Heyd (1828). Der wirtembergische Canzler Ambrosius Volland. Stuttgart
- Ludwig Heyd (1829). Geschichte der vormaligen Oberamts-Stadt Markgröningen mit besonderer Rücksicht auf die allgemeine Geschichte Württembergs, größtenteils nach ungedruckten Quellen verfasst. Stuttgart（ファクシミリ版: 1992年 マルクグレーニンゲン）
- Ludwig Heyd (1829). Geschichte der Grafen von Gröningen. Stuttgart
- Christian Hofmann (2016). Unser Blut komme über Euch und Eure Kinder. Die Landesfürsorgeanstalt Markgröningen und die NS-Krankenmorde. Durch die Stadtbrille – Geschichtsforschung, Geschichten und Denkmalpflege in Markgröningen. 10. Markgröningen: AGD Markgröningen. pp. 26–39
- Gerhard Liebler (2001). Markgröningen – Poetische Streifzüge durch die Stadt und ihre Geschichte. Markgröningen
- Gerhard Liebler (2011). Markgröningen – Kurzweilige Begegnungen mit der Stadt und ihrer Geschichte. Markgröningen: Arbeitskreis Geschichtsforschung und Denkmalpflege Markgröningen
- Wolfgang Milde; Cosima Hofacker; Manfred Frank (2008). Barfuß übers Stoppelfeld. Schäferlauf Markgröningen: Amüsant, originell, mittendrin. Markgröningen: Stadt Markgröningen
- Eduard Paulus (1889). Die Kunst- und Altertums-Denkmale im Königreich Württemberg, Bd. 1: Neckarkreis. Stuttgart
- Karl Eduard Paulus et al (1859). Markgröningen. Stuttgart: Königlich Statistisch-Topographisches Bureau. pp. 247–275 (wikisource)
- Philipp Ludwig Hermann Röder (1787). “Die Stadt und das Amt Gröningen”. Geographie und Statistik Wirtembergs. Laybach in Krain. pp. 358–361 2020年4月17日閲覧。
- Philipp L. H. Röder (1791). “Gröningen”. Geographisches statistisch-topographisches Lexikon von Schwaben. 1. Ulm. pp. 619–625 2020年4月17日閲覧。
- Hermann Römer (1933). Markgröningen im Rahmen der Landesgeschichte I. Urgeschichte und Mittelalter. Markgröningen
- Hermann Römer (1930). “Markgröningen im Rahmen der Landesgeschichte 1550–1750”. Ludwigsburger Geschichtsblätter (Heft 11):  1–133.
- Petra Schad (2003). Markgröningen – ein Stadtführer
- Petra Schad (2004). “Die Auflösung des traditionsreichen Amtes Markgröningen”. Ludwigsburger Geschichtsblätter (Ludwigsburg) (Heft 58):  135–157.
- Petra Schad (2005). Vom Bürgerhaus zum Haus der Bürger. Der Wimpelinhof einst und jetzt. Markgröningen: Stadt Markgröningen
- Anneliese Seeliger-Zeiss (1986). Historische Inschriften in Markgröningen – eine Auswahl. Durch die Stadtbrille. 4. Markgröningen: Hilde Fendrich. pp. 37–53
- Elsbeth Sieb (1988). Markgröningen in alten Bildern. Horb
- Elsbeth Sieb (2000). Markgröningen sprengt seine Mauern. Durch die Stadtbrille. 6. Markgröningen: Arbeitskreis Geschichtsforschung, Heimat- und Denkmalpflege Markgröningen. pp. 118–135
- Erich Tomschik et al (1969). Markgröningen. Das Bild der Stadt im Wandel der Zeit. Markgröningen: Stadt Markgröningen
- Erich Tomschik et al (1971). Der Markgröninger Schäferlauf. Markgröningen: Arbeitskreis Geschichtsforschung, Heimat- und Denkmalpflege Markgröningen
- Hilde Fendrich, ed (1985–1989). Durch die Stadtbrille. Geschichte und Geschichten um Markgröningen. 1–4. Markgröningen: Volksbank Markgröningen eG
- Müller, Mühlen, Wasserkraft. Durch die Stadtbrille. 5. Markgröningen: Arbeitskreis Geschichtsforschung, Heimat- und Denkmalpflege Markgröningen. (1995)
- Markgröningen – Menschen und ihre Stadt. Umfassende Darstellung der jüngeren Stadtgeschichte in ca. 60 Einzelbeiträgen. Durch die Stadtbrille. 6. Markgröningen: Arbeitskreis Geschichtsforschung, Heimat- und Denkmalpflege Markgröningen. (2000)
- Markgröninger Bauwerke und ihre Geschichte, Teil 1: Von der Bartholomäuskirche bis zur Spitalkirche. Durch die Stadtbrille. 7. Markgröningen: Arbeitskreis Geschichtsforschung und Denkmalpflege Markgröningen. (2002)
- Markgröninger Bauwerke und ihre Geschichte, Teil 2: Städtische, herrschaftliche und Bürgerhäuser in der Oberen Stadt. Durch die Stadtbrille. 8. Markgröningen: AGD Markgröningen. (2004)
- Markgröningen und sein Schäferlauf. Alles über den Schäferlauf in 3 Teilen: Entstehung und Entwicklung des Schäferfestes – Nachkriegsnot, Lebenshunger und die Wiederkehr des Schäferlaufs 1947 – Schäferlauf-Alphabet. Von Petra Schad u. Gerhard Liebler. Durch die Stadtbrille. 9. Markgröningen: AGD Markgröningen. (2007)
- Geschichtsforschung, Geschichten und Denkmalpflege in Markgröningen. Durch die Stadtbrille. 10. Markgröningen: AGD Markgröningen. (2016). ISBN 978-3-00-053907-7

### 原注
1. ↑  Mark をつけた名称はグリューニンゲンの住民の自発的な呼び名ではなく、古くからの住民は今でもそれを渋々使っている。フィリップ・ルートヴィヒ・ヘルマン・レーダーによれば、「Pöbel」（身分の低い者、卑しい者）だけがこの街を「マルクグレーニンゲンと呼んでいる[4]、としている。
2. ↑  家族を含め 352人[14]
3. ↑  1634年: 1645人、1735年: 1640人[14]
4. ↑  注目すべきは、1816年に市当局が公式に Gröningen と記していることである。
5. ↑  「アシル」には約300人が住んでいた[22]
6. ↑  水車小屋の娘一人は休暇のため生き延びた。従業員一人は間に合って身を潜めた[27]。
7. ↑  楼門の鍵は博物館が管理している
8. ↑  彼は1527年に著書の「Lorenz Fries: Uslegung der Mercarthen. Straßburg」の中で "Margt Grieningen" という地名を記した[58]

### 訳注
1. ↑  市場が開かれる広場。通常、街の中心に位置し、街の商業活動、社会活動の中心となる。
2. ↑  自然 (Natur) と余暇 (Urlaub) をかけた洒落になっている。
3. ↑  ドイツ語: Anwalt は「弁護士」を意味するが、ここでは比喩的に「代弁者」の意味である。
4. ↑  ヴェルクレアルシューレ (ドイツ語: Werkrealschule) は、ドイツ内でもバーデン＝ヴュルテンベルク州特有の学校形態で、本課程学校の第9または第10学年修了の生徒から選抜で第10学年以降の中等教育クラスに進学できる制度およびその課程